# Roger Federer
Roger Federer (Bazel, 8 augustus 1981) is een voormalig professioneel tennisspeler uit Zwitserland. Van februari 2004 tot augustus 2008 stond Federer op de eerste plaats van de internationale ranglijst van het mannentennis in het enkelspel. Hij won 103 enkelspeltitels en 8 dubbelspeltitels, waaronder die van de Olympische Spelen in Peking samen met Stanislas Wawrinka.
Op 7 juni 2009 won Federer Roland Garros, waardoor hij als zesde mannelijke tennisser de career slam bereikte. Federer won op de Australian Open 2018 zijn twintigste grandslamtitel, een record dat op de Australian Open 2022 verbroken werd door Rafael Nadal. Na zijn vijftiende grandslamtitel op Wimbledon 2009 had Federer het record elf jaar alleen in handen gehad. Federer heeft Wimbledon acht keer gewonnen, een record. Tussen Wimbledon 2005 en de Australian Open 2010 bereikte hij 18 grandslamfinales in 19 opeenvolgende toernooien, en tijdens Roland Garros 2013 bereikte hij voor de 36e keer op rij de kwartfinale van een grandslamtoernooi.
Federer was 310 weken de nummer 1 van de wereld. Dit was een record totdat Novak Djokovic het op 8 maart 2021 verbrak. Bovendien was hij een recordaantal van 237 opeenvolgende weken nummer 1, tussen 2 februari 2004 en 17 augustus 2008, waarna Nadal hem afloste.

## Jeugd en privéleven

### Jeugd
Federer werd op 8 augustus 1981 geboren in Binningen vlak bij Bazel. Zijn vader is een Zwitser en zijn moeder is Zuid-Afrikaanse. Federer en zijn twee jaar oudere zus groeiden op in een voorstadje van Bazel, Münchenstein. Op zijn vierde begon Federer tennis te spelen en tot zijn twaalfde speelde hij ook voetbal. Als kind was Federer fan van Boris Becker en Stefan Edberg. Toen hij veertien was ging hij trainen in het Zwitserse Nationaal Tenniscentrum in Écublens en ging hij inwonen bij een gastgezin.
Later won hij het nationale kampioenschap voor junioren in Zwitserland, maar kreeg hij ook last van heimwee. Hij sprak namelijk geen Frans, was de jongste van het tenniscentrum en zag zijn familie alleen in het weekend. Uiteindelijk bleef hij en raakte hij gewend aan zijn nieuwe omgeving. In 1997, toen Federer zestien jaar oud was, verhuisde het tenniscentrum van Ecublens naar Biel, dat op de grens van het Frans- en Duitstalige deel ligt. Ondertussen werd de voormalige coach van Federer uit Bazel aangetrokken om hem privélessen te geven. Kort daarop maakte Federer zijn profdebuut.

### Huwelijk en gezin

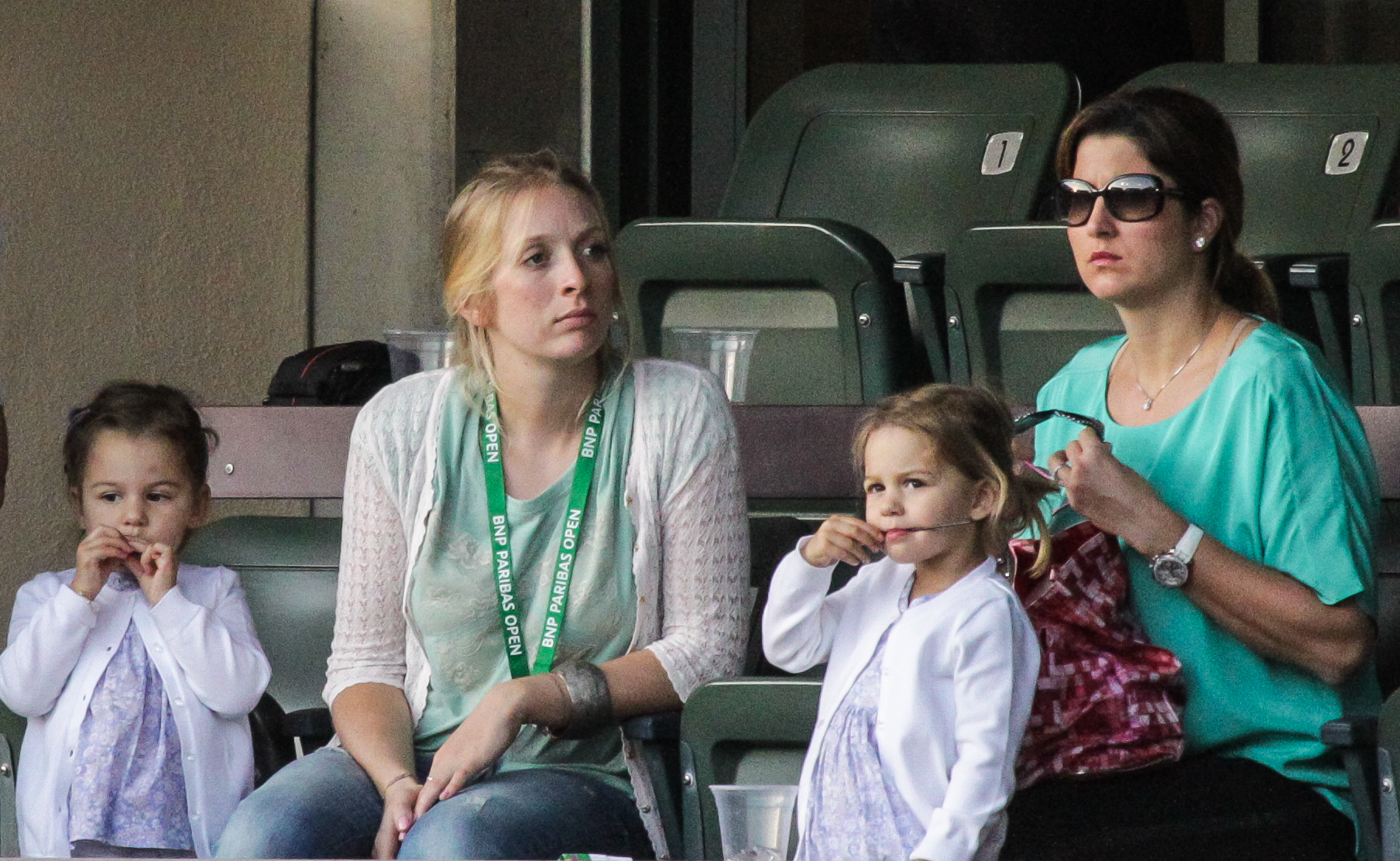
Het gezin van Roger Federer tijdens het ATP-toernooi van Indian Wells 2012

Tijdens de Olympische Spelen in Sydney leerde Federer de WTA-speelster Miroslava Vavrinec kennen. Beiden kwamen uit voor Zwitserland. In 2002 dubbelden ze samen in de Hopman Cup, maar datzelfde jaar moest zij stoppen met tennis vanwege een voetblessure en sindsdien is zij de manager van Federer. Op 11 april 2009 trouwden zij in besloten kring in Bazel. Op 23 juli 2009 kregen zij samen een tweeling, twee meisjes. Verdere gezinsuitbreiding volgde op 6 mei 2014, toen ze opnieuw van een tweeling beviel, ditmaal twee jongens.

### Privé en hobby's
Behalve tennis doet Federer ook graag aan voetbal, skiën, golf en cricket. Hij is daarnaast een groot supporter van FC Basel.
Roger Federer spreekt vloeiend Duits, Frans en Engels, maar in privékring spreekt hij meestal Duits.

### Charitatieve werkzaamheden
Federer zet zich in voor verschillende goede doelen. Zo heeft hij in 2003 de Roger Federer Foundation opgericht met als doel projecten voor minderbedeelde kinderen te financieren in Zuid-Afrika, het land waar zijn moeder opgroeide. In 2005 zette hij zich in voor het VN-jaar voor de sport. Na de tsunami van 2004 heeft hij diverse tennisevenementen georganiseerd om geld voor de slachtoffers in te zamelen. Sinds 2006 is hij ook Goodwill Ambassador van UNICEF, waarvoor hij in datzelfde jaar de slachtoffers van de tsunami in het Indische Tamil Nadu bezocht. In januari 2010 organiseerde Federer een benefiettoernooi in Melbourne om geld op te halen voor slachtoffers van de aardbeving in Haïti.

## Carrière
Vanaf begin 2004 tot halverwege 2008 domineerde Federer het mannentennis in het enkelspel.
Hij is de meest getalenteerde speler die ik ooit heb gezien. Hij heeft de capaciteiten om de grootste in de geschiedenis te worden.— Nick Bollettieri in 2004, vóór Federers hegemonie.
De Zwitser heeft 20 grandslamtoernooien gewonnen. Hoewel hij zelf Pete Sampras als zijn overtreffende voorbeeld ziet, gaf die laatste al enkele malen aan dat hij Federer beschouwt als de beste.
Roger is een legende, een icoon ... Ik zie hem wel op zeventien of achttien grandslamtitels eindigen.— Pete Sampras over Federer ná zijn overwinning op Wimbledon 2009.

### Beginjaren

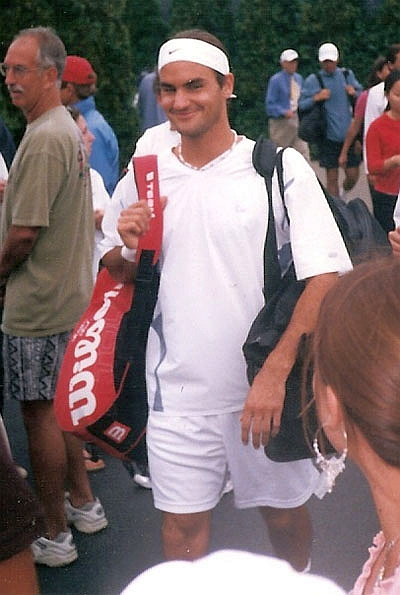
Federer tijdens de US Open 2002

In 1996 debuteerde Federer als junior in het ITF juniorencircuit. Federer sloot het jaar 1998 af als beste junior dankzij zijn overwinning op Wimbledon enerzijds, waar hij Irakli Labadze versloeg, en dankzij zijn finaleplaats op de US Open anderzijds, waar hij verloor van David Nalbandian. Met Olivier Rochus won hij de dubbeltitel op Wimbledon.
Federer werd in 1999, met 18 jaar en 4 maanden, de jongste speler die het jaar afsloot in de top 100. Datzelfde jaar won hij ook zijn allereerste toernooi bij de heren in het challengertoernooi van Segovia. Hij won daar op zijn 18e verjaardag samen met Sander Groen de finale van het dubbelspeltoernooi.
In 2000 speelde hij mee op het Olympische tennistoernooi van Sydney, waar hij uiteindelijk vierde werd. Hij verloor de "bronzen finale" van de Fransman Arnaud Di Pasquale.
In 2001 bereikte hij op Wimbledon de kwartfinale door in de vierde ronde Pete Sampras te verslaan. In het daaropvolgende jaar won Federer zijn eerste Tennis Masters Series-titel op het graveltoernooi van Hamburg, door in de finale de Rus Marat Safin te verslaan.

### 2003
Tijdens de Australian Open verloor Federer in de vierde ronde van David Nalbandian. In februari won hij twee hardcourttoernooien achter elkaar, namelijk het ATP-toernooi van Marseille en dat van Dubai. Tijdens de Masterstoernooien van Indian Wells en Miami vloog hij er echter in de eerste ronde al uit. Later wist hij als nummer 5 van de wereld op Roland Garros door Luis Horna niet verder te komen dan de eerste ronde. Na zijn eerste overwinning op het grastoernooi van Halle, won Federer op 6 juli 2003 als eerste Zwitser een grandslamtoernooi door zijn winst in het herenenkelspel op Wimbledon tegen de Australiër Mark Philippoussis. Tijdens het grasseizoen verloor hij geen enkele wedstrijd. Hierna speelde Federer op het toernooi van Montréal, waar hij in de halve finale van nummer 1 Andy Roddick verloor. Vervolgens versloeg David Nalbandian hem tweemaal na elkaar, op het ATP-toernooi van Cincinnati in de tweede ronde en in de vierde ronde van de US Open.
In het najaar won Federer het ATP-toernooi van Wenen en bereikte hij de finale het laatste Masterstoernooi van het jaar. Aan het eind van het seizoen won hij voor de eerste keer in zijn carrière de onofficiële wereldkampioenschapstitel, de Tennis Masters Cup. In de Texaanse hoofdstad Houston versloeg hij in de finale Andre Agassi. Federer begon het jaar als de nummer 6 van de wereld en sloot het af op de tweede positie. Alleen de Amerikaan Andy Roddick scheidde hem van de koppositie. Federer sloot het jaar af met 78 overwinningen tegen 17 nederlagen.

### 2004
Federer begon het jaar met winst op de Australian Open, waar hij in de finale Marat Safin in drie sets versloeg. Hierdoor kwam Federer op 2 februari voor de eerste keer op de nummer 1-positie op de ATP Rankings, die hij tot 18 augustus 2008 zou behouden. Hij was na Martina Hingis in 1997 de tweede Zwitserse tennisser ooit die de wereldranglijst aanvoerde.
In maart verlengde de Zwitser zijn titel op het toernooi van Dubai door Feliciano López in de finale te verslaan. Een week later won hij voor het eerst het ATP-toernooi van Indian Wells. Tim Henman moest met 6-3 en 6-3 de weg ruimen. Op het ATP-toernooi van Miami ontmoette Federer voor het eerst zijn latere concurrent Rafael Nadal, het duel werd met 6-3 en 6-3 in de derde ronde beslecht in het voordeel van de Spanjaard. Federer won wel het dubbelspel, samen met Maks Mirni. Vervolgens won Federer twee toernooien in Duitsland: het Masterstoernooi van Hamburg en het ATP-toernooi van Halle. Op Roland Garros verloor hij in de derde ronde van de voormalige nummer 1 Gustavo Kuerten. Zijn titel op Wimbledon verdedigde hij met succes door Andy Roddick in de finale te verslaan. Hierna won Federer het ATP-toernooi van Gstaad en schreef hij in Toronto het Masterstoernooi op zijn naam.
Federer deed voor de tweede maal mee aan de Olympische Spelen, maar werd uitgeschakeld in de tweede ronde van het enkelspel door de Tsjech Tomáš Berdych.
De US Open zou door de Zwitser voor het eerst gewonnen worden. Lleyton Hewitt werd met 6-0, 7-6 en 6-0 vrij eenvoudig aan de kant gezet. Federer zou de titel van het Amerikaanse grandslamtoernooi tot en met de editie van 2008 blijven prolongeren. Na de US Open won Federer nog één toernooi, namelijk dat van Bangkok, waar Andy Roddick voor de derde maal in de finale verloor.
De tiebreak die Federer speelde in zijn halvefinalepartij tijdens de Masters in Houston tegen de Rus Marat Safin, werd beslecht met 20 tegen 18. In de finale verloor Lleyton Hewitt voor de tweede maal in een finale in 2004. Federer won in 2004 74 maal en leed slechts 6 nederlagen.

### 2005

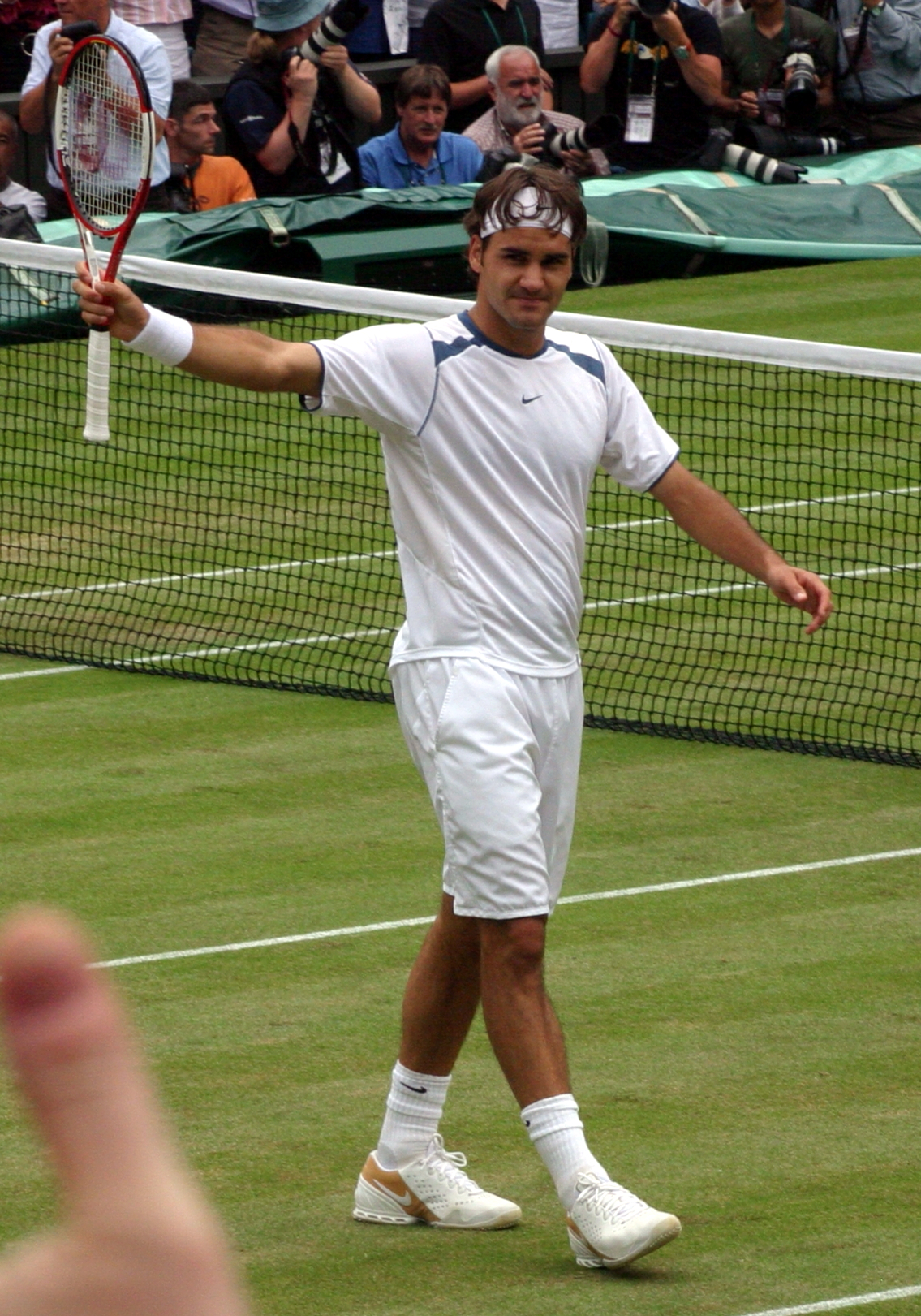
Federer op Wimbledon 2005

In 2005 begon Federer het jaar met de winst in het enkelspel in het ATP-toernooi van Doha door de Kroaat Ivan Ljubičić in twee sets te verslaan. Op de Australian Open verloor hij in de halve finale van Marat Safin in vijf sets. Deze nederlaag maakte een einde aan de winning streak die hij 26 wedstrijden lang had weten aan te houden sinds zijn verlies tijdens de Olympische Spelen in augustus 2004. Vervolgens won hij wel de Masters van Indian Wells en Miami. In mei wist Federer ook het ATP-toernooi van Hamburg op zijn naam te schrijven door in de finale Richard Gasquet, van wie hij eerder op het ATP-toernooi van Monte Carlo in de kwartfinale had verloren, te verslaan.
Op het volgende grandslamtoernooi, Roland Garros, verloor hij in de halve finale van de latere winnaar Rafael Nadal. In juni won hij zijn derde opeenvolgende Wimbledon-titel. Na een pauze van zes weken won hij ook zijn volgende finale in Cincinnati, waarmee hij de eerste speler werd die in één jaar vier ATP Masters Series-toernooien won. Hij werd ook de eerste speler die in twee opeenvolgende jaren zowel Wimbledon als de US Open wist te winnen. Zijn toernooiwinst in Bangkok betekende dat hij voor de 24e keer achter elkaar een finale won. Op 2 oktober 2005 was al bekend dat hij ook dat jaar als nummer 1 van de ATP-lijst zou beëindigen. Bovendien had hij toen alweer een reeks van 31 ongeslagen wedstrijden. In de halve finale van de Tennis Masters Cup haalde hij zijn eerste 6-0, 6-0-overwinning op Gastón Gaudio, de eerste dubbele bagel van het Masters Cup-toernooi ooit. In de finale verloor hij van David Nalbandian, waardoor er een eind kwam aan de ongeslagen reeks van 24 finalewinsten en 35 ongeslagen wedstrijden. Hij eindigde het jaar met 81 overwinningen en 4 nederlagen. Door zijn nederlaag tegen Nalbandian wist hij John McEnroe (82-3 in 1984) net niet te evenaren.

### 2006
In 2006 won Federer het ATP-toernooi van Doha en de Australian Open en bereikte hij de finale van het ATP-toernooi van Dubai. Hij was daarmee 56 wedstrijden achter elkaar ongeslagen op hardcourt, een record. Op het toernooi van Indian Wells bereikte Federer zijn tiende opeenvolgende finale (na Halle, Wimbledon, Cincinnati, US Open, Bangkok, Tennis Masters Cup, Doha, Australian Open en Dubai). Van die vorige negen finales won hij er zeven. In de finale speelde hij tegen James Blake, die reeds Rafael Nadal had verslagen in twee sets. Nadat hij in Indian Wells van James Blake won, won hij ook de finale van Miami tegen Ivan Ljubičić.
Federer bereikte voor het eerst de finale van Roland Garros, die hij echter verloor van Rafael Nadal. Hij won in het Duitse Halle voor de vierde maal op rij de titel en veroverde op 9 juli nogmaals de beker op Wimbledon. In de finale versloeg hij Rafael Nadal. De 48 opeenvolgende winstpartijen op gras maakten hem de nieuwe recordhouder. Op 10 september won Federer zijn negende grandslamtitel op de US Open door Andy Roddick in vier sets te verslaan.
Op 19 november won hij vervolgens de Masters voor de derde keer in zijn carrière. Hij versloeg in de finale de Amerikaan James Blake. Het jaar 2006 was voor Federer het succesvolste seizoen, waarin hij twaalf toernooien won, waarvan drie grandslamtoernooien en de Tennis Masters Cup. In de 17 toernooien die hij speelde, bereikte Federer dat jaar 16 maal de finale. Ook haalde hij het hoogste aantal ATP-punten in een jaar. Op 92 overwinningen verloor Federer 5 maal.

### 2007

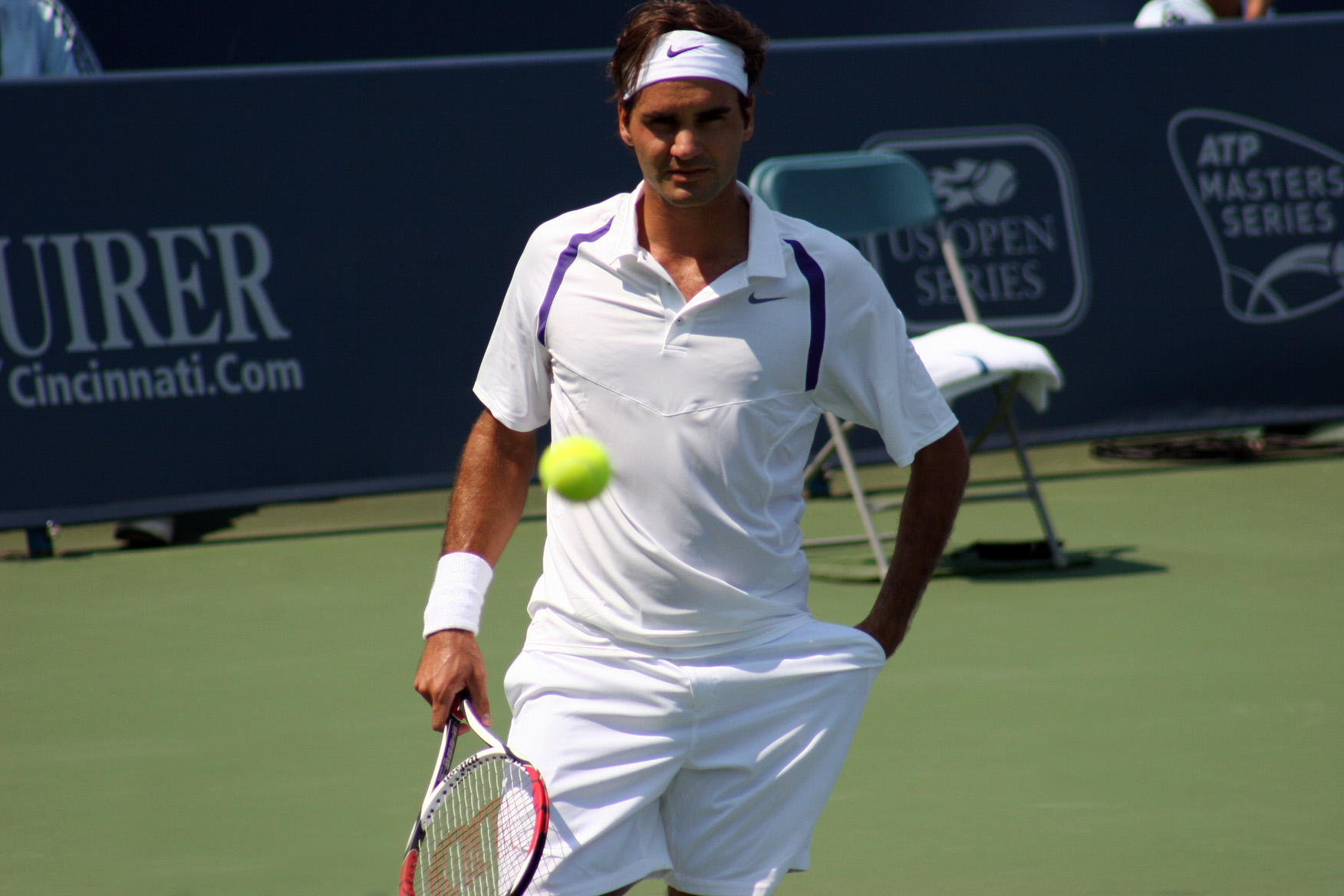
Federer op het ATP-toernooi van Cincinnati 2007

Op 28 januari won Federer zijn derde Australian Open-titel door de Chileen Fernando González te verslaan. Hiermee behaalde hij zijn tiende grandslamtitel. Bovendien verbeterde hij zijn oude record van 35 overwinningen op een rij tot 36. Op 26 februari stond Federer 161 weken onafgebroken bovenaan de wereldranglijst, waarmee hij het record van Jimmy Connors verbeterde. Op 3 maart won Federer voor de vierde keer in zijn carrière het ATP-toernooi van Dubai door in de finale van Michail Joezjny te winnen. Op 12 maart werd hij in de tweede ronde van Indian Wells, het toernooi dat hij drie keer op rij had gewonnen, verslagen door Guillermo Cañas. In Miami verloor Federer opnieuw van Cañas, deze keer in de vierde ronde in drie sets. Op 20 april won Federer van David Ferrer op het Masters Series-toernooi van Monte Carlo. Hiermee behaalde hij zijn 500e overwinning in zijn professionele carrière. Federer verloor vervolgens in de finale opnieuw van Rafael Nadal.
Federer en Nadal speelden op 2 mei een wedstrijd in Mallorca, de zogenaamde Battle of the Surfaces. Het werd gespeeld op een tennisveld met aan de ene kant gravel en aan de andere kant gras. Rafael Nadal won nipt in drie sets. In Rome verloor Federer in de derde ronde van de Italiaan Filippo Volandri. Hij won daarna wel van Rafael Nadal in de finale van het Masterstoernooi van Hamburg in drie sets, en won daarmee voor het eerst in zijn carrière van Nadal op gravel. Op Roland Garros verloor hij in de finale wederom van Rafael Nadal in vier sets. Federer versloeg Nadal daarop in de 3 uur en 45 minuten durende finale van Wimbledon en evenaarde daarmee de prestatie van Björn Borg met 5 opeenvolgende Wimbledon-overwinningen. Hij sloeg in deze Wimbledon-editie de meeste aces: 85 stuks, meer dan Andy Roddick (84 stuks) en Tomáš Berdych (79 stuks). Federer verloor op het toernooi van Montréal de finale van de Serviër Novak Djokovic. Na dit verlies won Federer weer in Cincinnati, waar hij in de finale James Blake versloeg. Het was Federers vijfde titel van het seizoen, en de 50e in zijn carrière. Door het winnen van deze titel en het bereiken van de finale in Montréal won hij de US Open Series en kon hij bij het behalen van de titel op de US Open een recordbedrag van $ 2.400.000 in ontvangst nemen. Op 9 september won Federer voor de vierde keer op rij de US Open door in de finale Novak Djokovic te verslaan. Daarna verloor hij in Madrid in de finale van David Nalbandian.
Federer won voor het tweede jaar op rij het toernooi van Bazel. In de finale versloeg hij Jarkko Nieminen. Hiermee stelde hij zijn nummer 1-positie veilig en sloot hij het jaar voor de vierde opeenvolgende keer af als nummer 1 van de wereld. Na het winnen van de titel in Bazel verloor Federer op het toernooi van Parijs in de derde ronde opnieuw van David Nalbandian. Federer sloot het seizoen af door voor de vierde keer de Tennis Masters Cup te winnen. Hij versloeg in de finale David Ferrer. Federer sloot het jaar af met 68 overwinningen tegen 9 nederlagen.
Eind november speelde hij drie demonstratiepartijen tegen Pete Sampras. De eerste twee won Federer, de laatste won Sampras.

### 2008

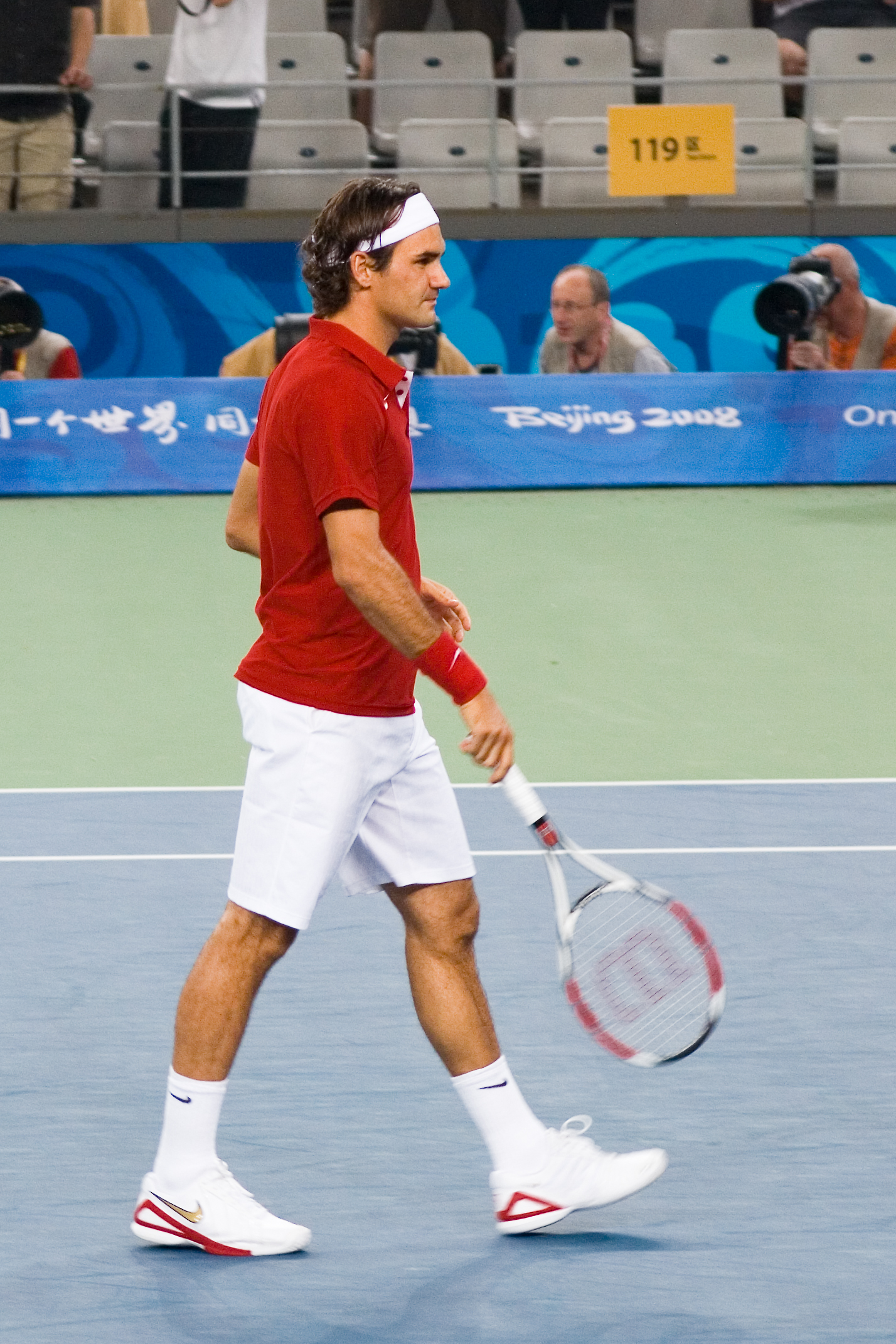
Federer tijdens de Olympische Spelen in Peking

Federer verloor in de halve finale van de Australian Open van Novak Djokovic. Daardoor miste hij voor het eerst sinds Roland Garros 2005 de finale van een grandslamtoernooi. Ook wist hij na een wedstrijdloze periode van vijf weken in de eerste ronde van Dubai niet van de Schot Andy Murray te winnen. Een paar dagen later werd bekend dat Federer al weken de ziekte van Pfeiffer had, waarvan hij pas enkele dagen voor het toernooi van Dubai voldoende was hersteld. Op 10 maart speelde hij opnieuw tegen Sampras. Hij won nipt met 6-3, 6-7 en 7-6. Na zijn nederlagen in Indian Wells en Key Biscayne won Federer in het gravelseizoen zijn eerste titel van het jaar. Hij won in de finale van Estoril van Nikolaj Davydenko, die vanwege een blessure moest opgeven. In de finale van het graveltoernooi in Monte Carlo stond hij wederom tegenover Rafael Nadal, van wie hij in twee sets verloor. In het toernooi van Rome verloor hij in de kwartfinale van de Tsjech Radek Štěpánek. In het graveltoernooi van Hamburg verloor hij in de finale van Rafael Nadal. Op Roland Garros verloor hij in de finale andermaal van Nadal, die met deze zege zijn vierde titel op rij binnenhaalde. Twee weken later deed Federer een poging zijn zesde Wimbledon-titel op rij binnen te halen. Hij bereikte gemakkelijk de finale door onder meer zeges op de Zweed Robin Söderling en de Rus Marat Safin, maar verloor de eindstrijd in een vijfsetter nipt van Rafael Nadal. De eindstand bedroeg 6-4, 6-4, 6-7, 6-7 en 9-7. Deze partij wordt door velen beschouwd als de beste aller tijden.
Tijdens de Olympische Spelen in Peking werd hij in de derde ronde uitgeschakeld in het herenenkelspel door James Blake, maar won hij wel de herendubbelspeltitel met Stanislas Wawrinka. Op 18 augustus raakte Federer, na 237 onafgebroken weken op nummer 1 te hebben gestaan, zijn positie kwijt aan Rafael Nadal. Op maandagavond 8 september won hij van de Schot Andy Murray op het laatste grandslamtoernooi van het jaar, de US Open. Dit was tevens zijn enige grandslamtitel van het seizoen. Tijdens het ATP-toernooi van Madrid verloor Federer van de Schot in de halve finale met 3-6, 6-3 en 7-5. Tot de halve finale had Federer geen enkele set verloren op het hardcourttoernooi. In november wist hij wel het toernooi in zijn thuisstad Bazel te winnen door in de finale David Nalbandian te verslaan met 6-3 en 6-4. Het was zijn derde opeenvolgende titel in Bazel. De Tennis Masters Cup verliep minder goed: hij verloor van Gilles Simon en Andy Murray en bereikte daardoor voor het eerst de halve finales niet. Federer sloot het jaar af met 66 overwinningen tegen 15 nederlagen.

### 2009

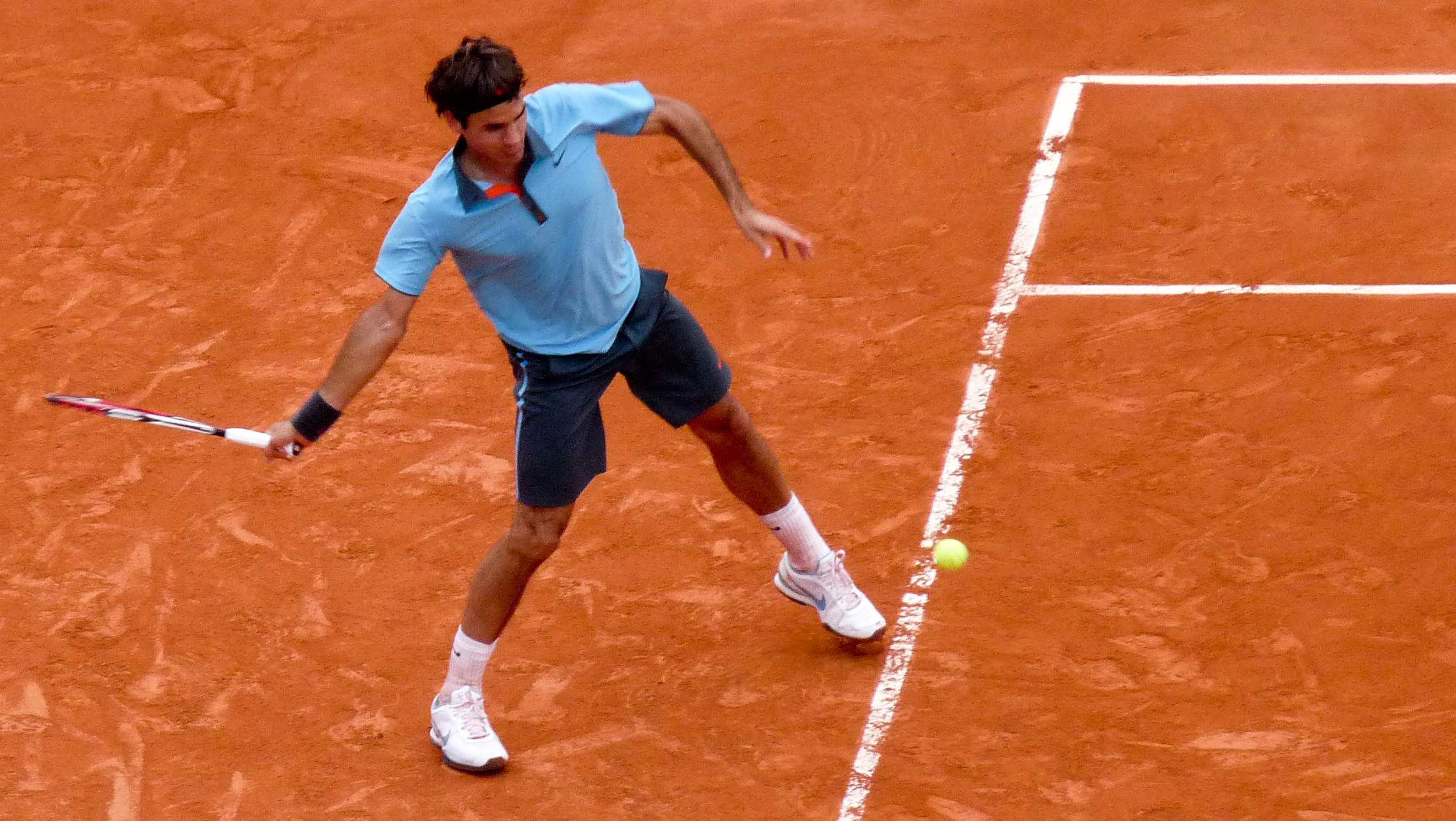
Federer tijdens Roland Garros 2009

Ter voorbereiding van de Australian Open speelde Federer enkele toernooien, waaronder het toernooi van Doha. Hij strandde er in de halve finale tegen Andy Murray. Tijdens de Australian Open in Melbourne wist Federer zonder al te veel moeite de finale te bereiken. Na winst op Juan Martín del Potro, moest in de halve finale ook Andy Roddick het veld ruimen. In de finale stuitte Federer opnieuw op zijn Spaanse rivaal Rafael Nadal. Na een wedstrijd van meer dan 4 uur, moest Federer opnieuw een grandslamtitel afstaan aan zijn vijf jaar jongere tegenstander. In maart speelde Federer op het toernooi van Indian Wells, waar hij het niet verder wist te schoppen dan de halve finale. De nummer 4 van de wereld Andy Murray bleek daar in drie sets alweer te sterk voor hem. Aan het eind van de maand wist Federer ook in Miami de finale niet te bereiken, deze keer was Novak Djokovic te sterk. Uit frustratie sloeg Federer tijdens de wedstrijd tegen de Serviër zijn racket kapot.
Begin april besloot hij op het laatste moment een wildcard te accepteren voor het toernooi van Monte Carlo. In de derde ronde lag Federer er al uit na een nederlaag tegen zijn landgenoot Stanislas Wawrinka. Begin mei verloor Federer in de halve finale van het toernooi in Rome voor het eerst op gravel van Novak Djokovic. Later die maand ontmoette Federer in de finale van Madrid alweer Rafael Nadal. Voor het eerst sinds de Masters Cup in 2007 wist de Zwitser te winnen, hij deed dat met 6-4 en 6-4. Op Roland Garros bereikte Federer de finale voor het vierde achtereenvolgende jaar. Tijdens het toernooi werden zijn grootste concurrenten Rafael Nadal, Andy Murray en Novak Djokovic al vroeg uitgeschakeld. In de finale ontmoette hij de Zweed Robin Söderling, die Nadal in de vierde ronde van het toernooi verslagen had en voor het eerst in de finale stond. Federer won deze finale gemakkelijk in drie sets met 6-1, 7-6 en 6-4 en pakte daarmee zijn enige ontbrekende grandslamtitel. Doordat hij nu alle vier grandslamtoernooien gewonnen had, werd hij de zesde speler die een career slam gehaald heeft. In de week daarop meldde Federer zich af voor het toernooi van Halle, dat hij al vijf keer had gewonnen, omdat hij te vermoeid was na zijn overwinning op Roland Garros.
Voor mij is Roger de beste speler die ooit tennis gespeeld heeft. Het is altijd goed om hem te zien spelen en te winnen en we zullen zo veel meer van Federer zien in de toekomst, hij gaat meer grandslamtoernooien winnen.— Vijfvoudig Wimbledon-winnaar Björn Borg na Federers overwinning op Roland Garros 2009.
Federer was van eind juni tot begin juli wel weer present op Wimbledon, dat hij vervolgens op 5 juli voor de zesde keer won. Hij was de eerste speler in het open tijdperk die de finale zevenmaal op rij wist te halen. In een finale die 4 uur en 16 minuten duurde versloeg hij Andy Roddick, met 16 games tegen 14 in de vijfde set. De voorgaande vier sets eindigden in 5-7, 7-6, 7-6 en 3-6. De in totaal 30 gespeelde games in de vijfde set vormen een grandslamrecord. De voormalige recordhouder Pete Sampras zat ditmaal op de tribune om Federers finale tegen Roddick te bekijken. Het was de eerste keer dat Sampras weer op Wimbledon verscheen sinds het beëindigen van zijn tennisloopbaan.
Federers eerste toernooi na Wimbledon was het ATP-toernooi van Montréal. Deze pauze werd onder andere veroorzaakt door de geboorte van zijn tweelingdochters. Tijdens het toernooi kwam hij de eerste drie ronden door zonder setverlies, maar in de kwartfinale ging het mis tegen Jo-Wilfried Tsonga. Hij werd met 7-6, 1-6 en 7-6 verslagen, na een voorsprong van 5-1 in de derde set. Na zijn vroege uitschakeling in Montréal won Federer de week erop het ATP-toernooi van Cincinnati. Het toernooi verliep relatief gemakkelijk, alleen in zijn partij tegen David Ferrer verloor hij een set. Uiteindelijk versloeg Federer in de finale Novak Djokovic in twee sets: 6-1 en 7-5.
Tijdens de US Open leek Federer gemakkelijk op de eindzege af te steven. Tot de finale verloor hij slechts twee sets. Enkel in de vierde ronde tegen Robin Söderling kreeg hij het nog enigszins lastig. In de finale ontmoette Federer echter de nummer 6 op de ranglijst, de Argentijn Juan Martín del Potro, die na een zinderende partij met 3-6, 7-6, 4-6, 7-6 en 6-2 won. Zo verloor Federer voor het eerst sinds 2003 een wedstrijd op het Amerikaanse grandslamtoernooi.
Op 25 september maakte Federer bekend dat hij een rustpauze zou nemen, hierdoor zou hij niet meer in actie komen op het ATP-toernooi van Tokio en het ATP-toernooi van Shanghai. De reden hiervoor was dat hij zou kunnen herstellen van een zwaar seizoen. Op het Bazelse toernooi was Federer weer present, hij versloeg onderweg naar de finale onder anderen Olivier Rochus en Andreas Seppi. In de finale maakte Djokovic het hem echter lastig en Federer verloor met 4-6, 6-4 en 2-6. Op het Masterstoernooi van Parijs verloor hij al in de tweede ronde van Julien Benneteau. Het allerlaatste toernooi van het seizoen, de ATP World Tour Finals in Londen, begon met overwinningen op Fernando Verdasco en Andy Murray. Hiermee verzekerde hij zich van de nummer 1-positie op de ATP-ranglijst tot het einde van het jaar. In de halve finale verloor Federer echter voor het eerst van Nikolaj Davydenko. De eindstand was 6-2, 4-6 en 7-5, waarmee het tennisseizoen voor Federer was afgelopen. Hoewel het jaar 2009 slecht begon, bracht het voor Federer een overwinning op Roland Garros, het heroveren van de hoogste positie op de ranglijst en het breken van Pete Sampras' record van veertien grandslamtitels. Federer sloot het jaar af met 61 overwinningen tegen 12 nederlagen.
Op 22 december 2009 werd Federer voor de vijfde keer gekroond tot ITF Wereldkampioen van het jaar.

### 2010

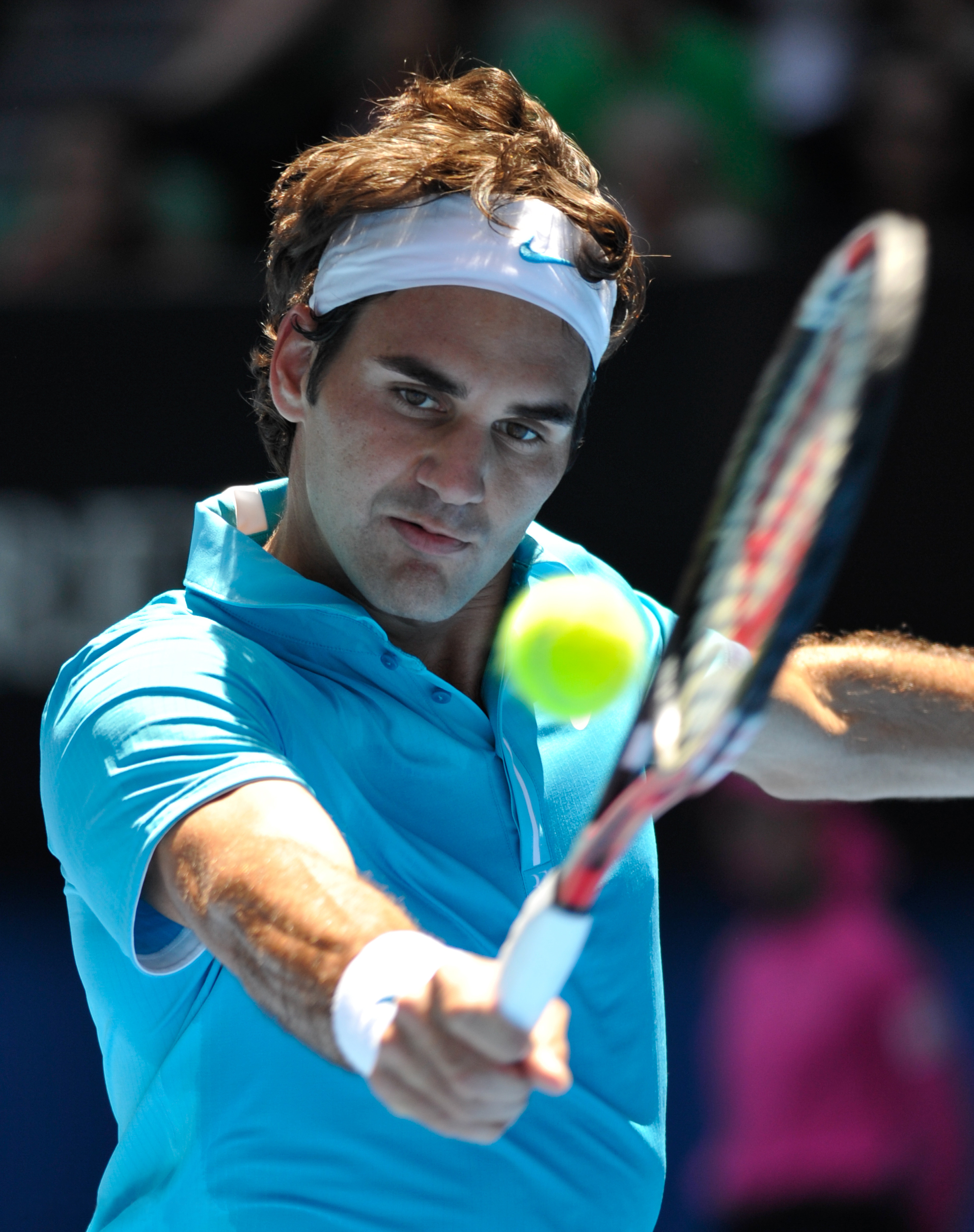
Federer tijdens de Australian Open 2010

Federer begon op 1 januari 2010 zijn eerste wedstrijd op een officieus toernooi in Abu Dhabi, waar hij tegen Robin Söderling uitkwam. De wedstrijd werd met 6-7, 7-6 en 6-2 in het voordeel van de Zweed beslist. Op 4 januari begon het seizoen op het ATP-toernooi van Doha, waar hij tot de halve finales doordrong en daarin in twee sets werd verslagen door Nikolaj Davydenko. Naar aanleiding van de aardbeving op Haïti organiseerde Federer een benefiettoernooi in de Rod Laver Arena in Melbourne om geld op te halen voor de slachtoffers van de ramp. Het toernooi, dat samen met onder anderen Rafael Nadal, Andy Roddick, Serena Williams en Kim Clijsters werd gehouden, leverde 200.000 dollar op. Federer speelde vervolgens op de Australian Open, waar hij, na onder anderen Lleyton Hewitt, Nikolaj Davydenko en Jo-Wilfried Tsonga te hebben verslagen, op Andy Murray stuitte in de finale. Die wedstrijd werd in drie uur en drie sets in het voordeel van de Zwitser beslist, met een eindstand van 6-3, 6-4 en 7-6. Op 21 februari maakte de Zwitser bekend dat hij last had van een longontsteking en daardoor twee weken rust moest houden. Hierdoor zou hij niet kunnen deelnemen aan het ATP-toernooi van Dubai. Federer maakte zijn rentree op het toernooi van Indian Wells. Vlak voor het toernooi begon, speelde hij, met onder anderen Rafael Nadal, Pete Sampras en Andre Agassi, een benefietwedstrijd voor de slachtoffers van Haïti. Op het hoofdtoernooi wist Federer niet verder te komen dan de derde ronde. Na in de tweede ronde van Victor Hănescu gewonnen te hebben, verloor de Zwitser in drie sets van Marcos Baghdatis.
In de week na Indian Wells, speelde Federer het toernooi van Miami. Na in de eerste ronde een bye te hebben gekregen, in de tweede ronde Nicolás Lapentti te hebben verslagen en in de derde ronde gewonnen te hebben van Florent Serra, verloor hij in de vierde ronde in drie sets van de latere finalist Tomáš Berdych. Federer verscheen niet op het ATP-toernooi van Monte Carlo, omdat dat toernooi niet meer verplicht was. Op het toernooi in Rome verloor Federer zijn eerste partij van Ernests Gulbis met 2-6, 6-1 en 7-5. Het was voor het eerst sinds 2000 dat Federer zijn eerste wedstrijd van het gravelseizoen verloor. Federer kreeg van de organisatie, samen met Yves Allegro, een wildcard voor het dubbelspel. In dat toernooi bereikten zij de kwartfinale. Een week later speelde Federer op het toernooi van Estoril, waar hij in de eerste ronde een bye ontving. In de tweede ronde versloeg hij Björn Phau met 6-3 en 6-4. In de kwartfinale speelde hij tegen Arnaud Clément van wie hij won met 7-6 en 6-2. Hij verloor daarna in de halve finale van Albert Montañés in twee sets. Federer vervolgde zijn gravelseizoen door deel te nemen aan het toernooi van Madrid, waar hij de titelverdediger was. Nadat Federer in de eerste ronde een bye kreeg, versloeg hij in de tweede ronde Benjamin Becker met 6-2 en 7-6. Daarna versloeg hij landgenoot Stanislas Wawrinka. In de kwartfinale won hij, in tegenstelling tot de wedstrijd in Rome, van Ernests Gulbis met 3-6, 6-1 en 6-4. In de halve finale versloeg hij David Ferrer met 7-5, 3-6 en 6-3. In de finale trof hij zijn rivaal Rafael Nadal. Het was precies een jaar geleden dat ze voor het laatst tegen elkaar speelden. Federer verloor met 4-6 en 6-7.
Op Roland Garros begon Federer als titelverdediger. Hij won van onder anderen Julian Reister en Stanislas Wawrinka, maar verloor in de kwartfinale van Robin Söderling, die hij in 2009 nog had verslagen in de finale, met 6-3, 3-6, 5-7 en 4-6. Daarmee kwam een verrassend einde aan een recordreeks van Federer. De Zwitserse tennisser bereikte tot aan de kwartfinale maar liefst 23 keer op rij de halve finales van een grandslamtoernooi. Federer raakte na zijn nederlaag in de kwartfinales van Roland Garros zijn nummer 1-positie op de wereldranglijst kwijt, nadat Rafael Nadal het graveltoernooi won. Een week na zijn uitschakeling deed Federer mee aan het ATP-toernooi van Halle, alwaar hij in de finale van Lleyton Hewitt verloor.
Federer kwam op Wimbledon niet verder dan de kwartfinale. Nadat hij moeizaam aan het toernooi begon, verloor hij in de kwartfinale van Tomáš Berdych met 6-4, 3-6, 6-1 en 6-4. Het was voor eerst sinds 2002 dat Federer niet in de finale van Wimbledon stond. Op 22 augustus haalde Federer zijn tweede titel van het jaar binnen. In Cincinnati was hij in de finale met 6-7, 7-6 en 6-4 te sterk voor de Amerikaan Mardy Fish. Het was de vierde keer dat hij op het toernooi van Cincinnati zegevierde en zijn 17e ATP Masters 1000-titel.
Op de US Open 2010 bereikte Federer de halve finale. Daarin werd hij in een vijfsetter verslagen door Novak Djokovic. Hij verspeelde twee matchpunten op de service van Djokovic. In de daaropvolgende toernooien bleek Federer in topvorm te verkeren. Op 24 oktober haalde hij zijn derde titel van het jaar binnen op het ATP-250 toernooi in Stockholm door de Duitser Florian Mayer in twee sets te verslaan. Hij zette zijn titeljacht enkele weken later succesvol voort op het ATP 500-toernooi in Bazel. Op 7 november versloeg hij in zijn thuisland Novak Djokovic in de finale met 6-4, 3-6 en 6-1, waarmee hij zijn vierde titel van het jaar binnenhaalde. Met in totaal 65 toernooititels op zijn naam streefde hij Pete Sampras voorbij. Na zijn titel in Bazel stond het ATP-toernooi van Parijs op het programma. Daar bereikte Federer voor de eerste keer in zijn carrière de halve finale. Hij verloor van Gaël Monfils uiteindelijk in drie sets met 6-7, 7-6 en 6-7.
Bij het laatste toernooi van het jaar, de ATP World Tour Finals in Londen, zette Federer zijn goede vorm van de laatste weken voort. Hij bereikte zonder setverlies de finale. Daarin versloeg hij de nummer 1 van de wereld Rafael Nadal met 6-3, 3-6 en 6-1. Door die zege won hij voor de vijfde keer het ATP-eindejaartoernooi. Federer sloot het jaar af met 65 overwinningen tegen 13 nederlagen.

### 2011
Roger Federer begon het seizoen 2011 met winst op het ATP-toernooi van Doha door Nikolaj Davydenko te verslaan met 6-3 en 6-4. Hij probeerde zijn goede vorm voort te zetten op de Australian Open, waar hij titelverdediger was. Federer had het in de tweede ronde erg lastig met Gilles Simon, die hem voordien al twee keer had verslagen. Hij overleefde in vijf sets, met 6-2, 6-3, 4-6, 4-6 en 6-3. Daarna bereikte hij zonder al te veel problemen de halve finale, waarin hij met 6-7, 5-7 en 4-6 verloor van de latere winnaar, Novak Djokovic.
Na een aantal weken rust, speelde Federer verder op het ATP-toernooi van Dubai. Hij bereikte daar de finale, die hij opnieuw verloor van Novak Djokovic, ditmaal met 3-6 en 3-6. Op de Masterstoernooien van Indian Wells en Miami lukte het Federer niet langs Rafael Nadal en Novak Djokovic te komen. Djokovic passeerde hem daardoor ook op de wereldranglijst, waardoor Federer naar de derde positie zakte.
Het gravelseizoen begon voor Federer in Monte Carlo. Hij verloor daar in de kwartfinale van Jürgen Melzer. Op het ATP-toernooi van Madrid bleek Rafael Nadal opnieuw te sterk. Bij het laatste voorbereidingstoernooi voor Roland Garros, in Rome, verloor Federer al heel snel. Hij moest in de derde ronde de overwinning aan Richard Gasquet laten.
Op Roland Garros bereikte Federer zonder setverlies de halve finale, waarin hij Novak Djokovic trof. De in 2011 nog ongeslagen Djokovic verloor voor het eerst een partij, met 7-6, 6-3, 3-6 en 7-6. In de finale verloor Federer van zijn rivaal Rafael Nadal, die hem versloeg met 7-5, 7-6, 5-7 en 6-1, waardoor Federer voor de vijfde keer achter elkaar op Roland Garros niet van Nadal wist te winnen.
Het derde grandslamtoernooi van het jaar, Wimbledon, begon Federer sterk. Hij kwam probleemloos de eerste twee ronden door. In de derde ronde kwam Federer zijn oude rivaal David Nalbandian tegen. De Argentijn had Federer in 8 van de 18 eerdere ontmoetingen verslagen. Nalbandian bleek echter niet meer zo sterk te spelen als vroeger en Federer won gemakkelijk met 6-4, 6-2 en 6-4. In de vierde ronde was Michail Joezjny de tegenstander. Ook hij ging voor de bijl, al slaagde hij er wel in een set te winnen. In de kwartfinale moest hij de baan op tegen de Fransman Jo-Wilfried Tsonga. Deze wedstrijd verloor hij in vijf sets, met 6-3, 7-6, 4-6, 4-6 en 4-6. Het was de eerste keer in zijn grandslamcarrière dat Federer een 2-0-voorsprong in sets weggaf.
Na een rustpauze van een aantal weken zonder toernooien, begon Federer met zijn voorbereiding op de US Open bij het Masterstoernooi in Montréal. Federer verloor in de derde ronde opnieuw van Tsonga, met 6-7, 6-4 en 1-6. Ook bij het ATP-toernooi van Cincinnati kwam hij niet ver. Hij kon zijn titel niet verlengen en verloor vrij kansloos in de kwartfinale van Tomáš Berdych. Op de US Open verloor Federer in de halve finale van Novak Djokovic, met 7-6, 6-4, 3-6, 2-6 en 5-7. Federer liet in de vijfde set op eigen service twee matchpunten liggen.
In Bazel won Federer weer een toernooi. Hij versloeg in de finale Kei Nishikori met 6-1 en 6-3. Vervolgens bereikte hij voor het eerst in zijn carrière de finale van de BNP Paris Masters, waardoor hij de eerste speler werd die in alle negen Mastersfinales heeft gestaan. Hij won daar zijn tweede titel op rij door Jo-Wilfried Tsonga met 6-1 en 7-6 te verslaan. Hiermee kwam hij op gelijke hoogte met recordhouder Andre Agassi in het winnen van 7 van de 9 Masterstoernooien.
Vervolgens won hij de ATP World Tour Finals zonder nederlaag. De eerste wedstrijd won Federer van Tsonga met 6-2, 2-6 en 6-4. In de tweede wedstrijd versloeg Federer Nadal met 6-3 en 6-0. De derde wedstrijd tegen de Amerikaan Mardy Fish won hij in drie sets met 6-1, 3-6 en 6-3. Vervolgens speelde hij de halve finale tegen David Ferrer, van wie hij won met 7-5 en 6-3. In de finale trof hij wederom Jo-Wilfried Tsonga, en behaalde zijn zesde titel op de ATP World Tour Finals met een score van 6-3, 6-7 en 6-3. Dit was tegelijkertijd zijn 100e ATP-finale en zijn 70e ATP-titel. Federer sloot het jaar af met 64 overwinningen tegen 12 nederlagen.

### 2012

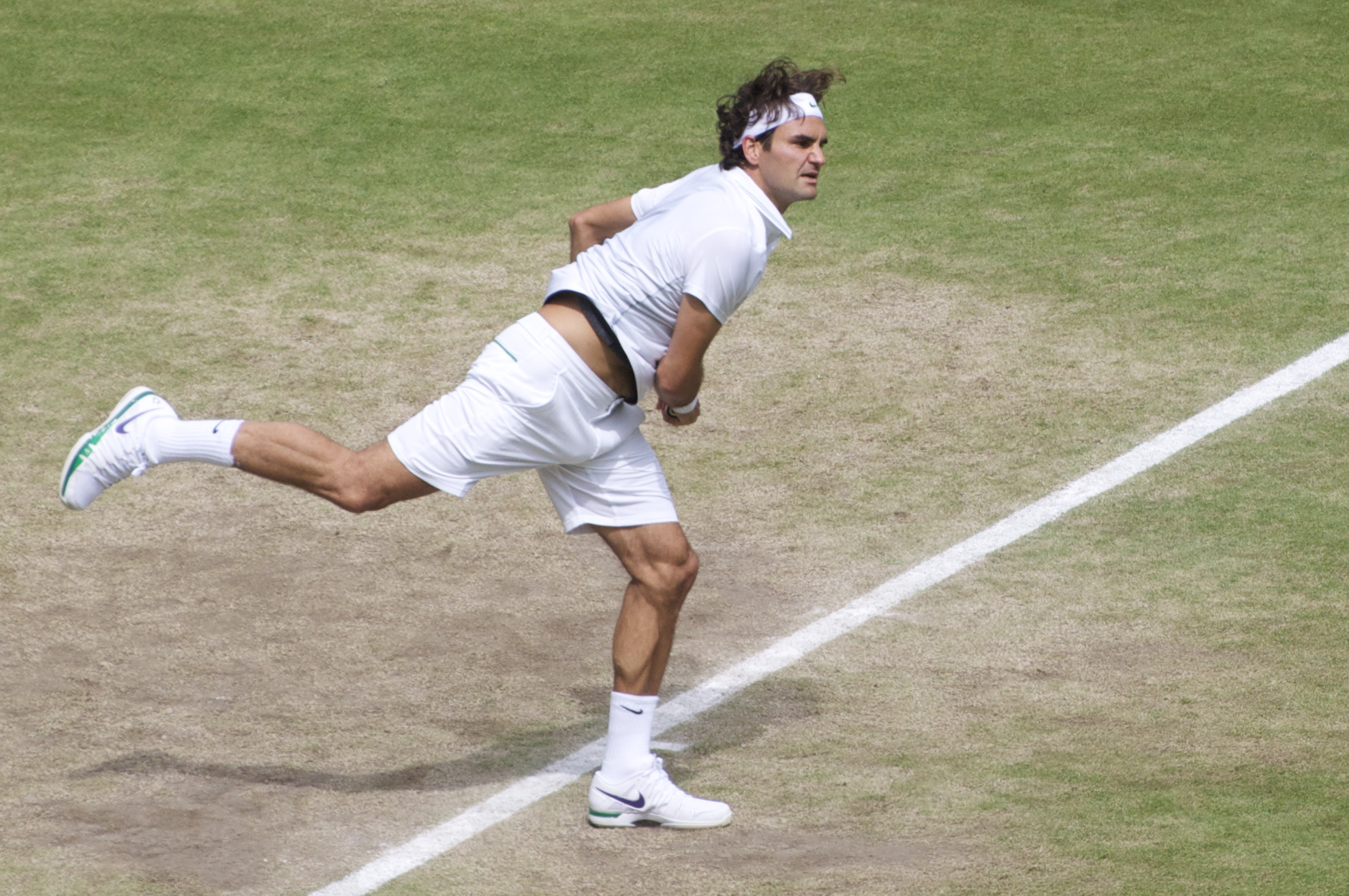
Federer op Wimbledon 2012

Federer begon 2012 met het ATP-toernooi van Doha. Wegens rugklachten moest hij zich echter voor de halve finale terugtrekken tegen Jo-Wilfried Tsonga. Op de Australian Open, het eerste grandslamtoernooi van het jaar, bereikte Federer de halve finale. In de kwartfinale won hij zijn duizendste carrièrewedstrijd van Juan Martín del Potro. Maar in een hoogstaande halve finale stuitte hij op zijn aartsrivaal Rafael Nadal, die hem te machtig was met 7-6, 2-6, 6-7 en 4-6. Hierdoor kwam er een einde aan een serie van 24 winstpartijen op rij. Met het toernooi van Rotterdam won Federer zijn eerste titel van het seizoen. Hij versloeg Juan Martín del Potro in de finale met 6-1 en 6-4. Zijn tweede titel volgde in Dubai, door in de finale Andy Murray met 7-5 en 6-4 te verslaan.
Op het toernooi van Indian Wells wist hij in de halve finale Rafael Nadal te verslaan, en vervolgens de finale tegen John Isner te winnen met 7-6 en 6-3. In Miami werd Federer al vroeg uitgeschakeld door Andy Roddick.
Federers eerste graveltoernooi was op het blauwe gravel van Madrid. In de finale rekende hij af met Tomáš Berdych met 3-6, 7-5 en 7-5. Daarmee veroverde hij zijn twintigste zege op een Masterstoernooi. Het ATP-toernooi van Rome was de volgende stop op de ATP Tour. Hij verloor in de halve finale van Novak Djokovic. Het tweede grandslamtoernooi van het jaar, Roland Garros, verliep vrij moeizaam voor Federer met een zware vijfsetter in de kwartfinale tegen Juan Martín del Potro. Het lukte Federer in de halve finale niet te winnen tegen Novak Djokovic.
In het grasseizoen was Federer finalist in Halle, waar hij verloor van Tommy Haas met 7-6 en 6-4. Op Wimbledon stond Federer voor de achtste maal in de finale, een record. In de derde ronde overleefde Federer een zware vijfsetter tegen de Fransman Julien Benneteau, die de eerste twee sets won en in totaal zes keer twee punten verwijderd was van de overwinning. In de halve finale moest Novak Djokovic, de titelverdediger en nummer 1 van de wereld, zijn meerdere erkennen in Federer. Het was de eerste keer dat de heren elkaar op gras troffen. In de finale haalde Federer tegen Andy Murray zijn zevende Wimbledon-titel, waarmee hij het record van William Renshaw en Pete Sampras evenaarde. Daarnaast werd Federer na de winst op Murray weer de nummer 1 op de ATP Rankings.
Bij de Olympische Spelen, gehouden op het gras van Wimbledon, bereikte Federer de finale. Hierin was Andy Murray met 2-6, 1-6 en 4-6 te sterk voor Federer, zodat hij genoegen moest nemen met de zilveren medaille. Na het verlies in de Olympische finale won Federer het ATP-toernooi van Cincinnati, met winst in de finale tegen Novak Djokovic. Op de US Open was de Tsjech Tomáš Berdych met 6-7, 3-6, 6-3 en 3-6 te sterk in de kwartfinale. Op het ATP-toernooi van Shanghai verloor hij van Murray met 4-6 en 4-6 in de halve finale. Finales in Bazel (verlies tegen Juan Martín del Potro met 4-6, 7-6 en 6-7) en op de ATP World Tour Finals (verlies tegen Novak Djokovic met 6-7 en 5-7) waren onvoldoende om Djokovic van de eerste plaats af te houden. Na zijn totaal op 302 weken gebracht te hebben, verloor Federer op 5 november de eerste plaats weer aan de Serviër.

### 2013
In de aanloop naar de Australian Open speelde Federer geen enkele officiële wedstrijd. Wel speelde hij zes wedstrijden in de Federer Gillette Tour in Zuid-Amerika. Op de Australian Open bereikte Federer de kwartfinale door achtereenvolgens Paire, Davydenko, Tomic en Raonic vrij eenvoudig te verslaan. Na in de kwartfinale in vijf sets gewonnen te hebben van Jo Wilfried Tsonga, verloor hij in de halve finale in een vijfsetter van Andy Murray met 4-6, 7-6, 3-6, 7-6 en 2-6.
Later dat jaar nam Federer deel aan het toernooi van Rotterdam, waar hij zijn titel trachtte te verdedigen. Dit lukte hem echter niet, want in de kwartfinale verloor hij van de Fransman Julien Benneteau in twee sets. De setstanden waren 3-6 en 5-7. In het daaropvolgende toernooi van Dubai verloor hij in de halve finale van Tomáš Berdych met 6-3, 6-7 en 4-6. Indian Wells was het volgende toernooi voor Federer en ook hier was hij titelverdediger. In de kwartfinale zette eeuwige rivaal Rafael Nadal hem echter de voet dwars. Federer verloor kansloos met 4-6 en 2-6. Met drie toernooien op rij waarin Federer zijn titel trachtte te verdedigen, haalde hij in geen enkele de finale.
Na twee maanden inactiviteit begon Federer aan zijn gravelseizoen in het ATP-toernooi van Madrid, waar hij ook titelverdediger was. In de achtste finales verloor hij echter verrassend van Kei Nishikori met 4-6, 6-1 en 2-6. Op het volgend toernooi, het ATP-toernooi van Rome, haalde Federer nog eens de finale. Hij werd echter op een pak slaag getrakteerd door Nadal en verloor met 1-6 en 3-6. Federer en Nadal speelden nu 30 keer tegen elkaar. De Zwitser kon slechts tien keer de Spanjaard kloppen. Op Roland Garros denderde de Zwitser door het toernooi totdat hij op Jo-Wilfried Tsonga botste in de kwartfinale. Federer werd met 5-7, 3-6 en 3-6 naar huis gestuurd door de Fransman. Het was de tweede keer sinds 2004 dat de Zwitser de halve finales van Roland Garros niet haalde.
Federer begon het grasseizoen door het toernooi van Halle voor de zesde maal te winnen. Hij haalde zonder veel moeite de halve finale, waarin hij het moest opnemen tegen Tommy Haas. Het werd een spannende wedstrijd die Federer uiteindelijk won met 3-6, 6-3 en 6-4. In de finale stond Federer tegenover de Rus Michail Joezjny. Hij won de finale met 6-7, 6-3 en 6-4. Hiermee won hij zijn eerste toernooi van 2013. Federer begon dus met vertrouwen aan Wimbledon, waar hij titelverdediger was. Hij verloor echter verrassend in de tweede ronde van de Oekraïner Serhij Stachovsky in vier sets.
Op de graveltoernooien in Hamburg en Gstaad probeerde Federer een groter racketblad uit, maar dit werd geen succes gezien nederlagen tegen spelers buiten de top 50. Als voorbereiding op de US Open lukte het niet om zijn titel in Cincinnati te verdedigen. Hij verloor van Nadal in de kwartfinale met 7-5, 3-6 en 4-6. Op de US Open verloor Federer in de vierde ronde voor het eerst in elf wedstrijden van de Spanjaard Tommy Robredo, met 6-7, 3-6 en 4-6. Voor het eerst sinds 2002 bereikte Federer dat jaar daardoor niet minstens één grandslamfinale.
Federer speelde een aantal weken later het ATP-toernooi van Shanghai, waar hij in de derde ronde verloor van de Fransman Gaël Monfils met 4-6, 7-6 en 3-6. Tijdens het ATP-toernooi van Bazel reikte Federer tot de finale. Daarin verloor hij met 4-6, 7-6 en 6-7 van Juan Martín del Potro.
Vervolgens trad Federer aan bij het ATP-toernooi van Parijs. Hier versloeg hij achtereenvolgens Kevin Anderson met 6-4 en 6-4, Philipp Kohlschreiber met 6-3 en 6-4 en Juan Martín del Potro met 6-3, 4-6 en 6-3. Uiteindelijk was de halve finale tegen Novak Djokovic de eindhalte. Hij verloor de wedstrijd met 6-4, 3-6 en 2-6 van de Serviër. Ook op de ATP World Tour Finals in Londen was de halve finale het eindstation. Hij verloor daarin met 5-7 en 3-6 van zijn rivaal Rafael Nadal. Zijn ranking aan het eind van het jaar (de zesde plaats) was zijn laagste sinds 2002.

### 2014

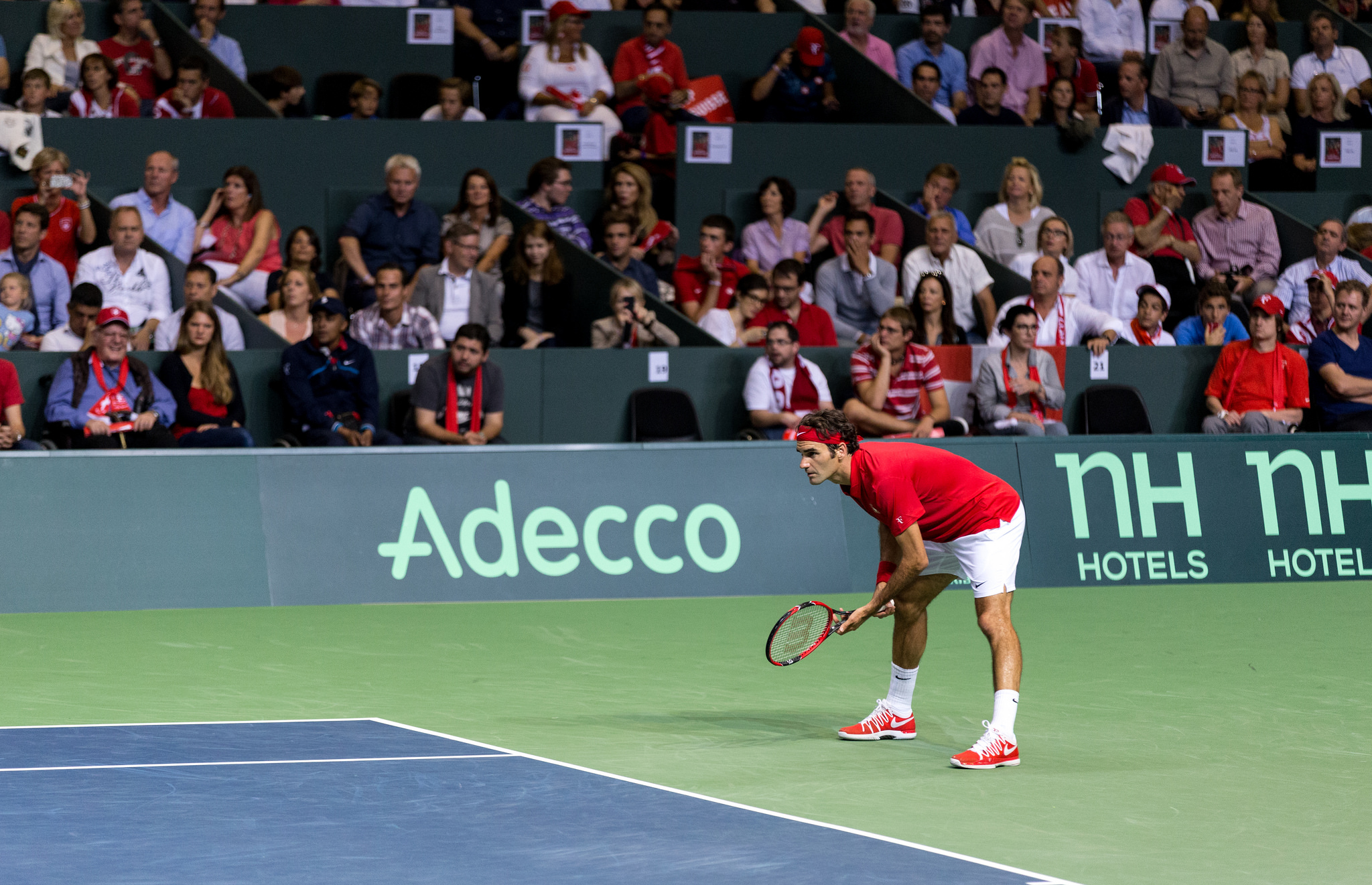
Federer tijdens de Davis Cup 2014

Federer begon het tennisjaar met het ATP-toernooi van Brisbane, waar hij de finale bereikte en verloor van zijn oude rivaal Lleyton Hewitt met 1-6, 6-4 en 3-6. Op de Australian Open liet Federer opnieuw een significant record noteren: na zijn winst in de eerste ronde brak hij het record van deelnames aan achtereenvolgende grandslamtoernooien dat hij deelde met de Zuid-Afrikaan Wayne Ferreira en zette het op 57. Tijdens de Australian Open geraakte Federer tot de halve finale, waarin hij van Rafael Nadal verloor in drie sets: 6-7, 3-6 en 3-6. Een paar weken later trad Federer aan bij het ATP-toernooi van Dubai. Hier versloeg Federer sinds lange tijd weer twee top 10-spelers in één toernooi. Tijdens een spannende halve finale werd titelverdediger Novak Djokovic met 3-6, 6-3 en 6-2 verschalkt. In de finale kwam Federer knap terug van een achterstand en zegevierde in drie sets tegen Tomáš Berdych: 3-6, 6-4 en 6-3. Federer schreef hiermee het ATP-toernooi van Dubai voor de zesde keer op zijn naam.
Tijdens het ATP-toernooi van Indian Wells reikte Federer tot de finale. In die finale verloor hij met 6-3, 3-6 en 6-7 van Novak Djokovic. Een paar dagen later trad Federer alweer aan bij het ATP-toernooi van Miami. In de eerste ronde had hij een bye. In de tweede ronde versloeg Federer de Kroaat Ivo Karlović met 6-4 en 7-6. In de derde en vierde ronde won Federer eenvoudig van Thiemo de Bakker en Richard Gasquet. De eindstanden waren 6-3, 6-3 en 6-1, 6-2. De kwartfinale werd het eindstation voor Federer. Hierin verloor hij van de Japanner Kei Nishikori met 6-4, 5-7 en 4-6. Een paar weken later trad Federer aan bij het ATP-toernooi van Monte Carlo. Hier bereikte hij de finale, waarin hij het tegen zijn landgenoot Stanislas Wawrinka moest opnemen. Deze finale verloor Federer na ruim twee uur met 6-4, 6-7 en 2-6. Tijdens het ATP-toernooi van Rome had Federer in de eerste ronde een bye, maar verloor hij zijn eerste wedstrijd in de tweede ronde met 6-1, 3-6 en 6-7 van Jérémy Chardy.
Federer begon aan Roland Garros met een overwinning op Lukáš Lacko. In de tweede ronde won Federer met 6-3, 6-4 en 6-4 van Diego Schwartzman. Tijdens de derde ronde werd Dmitri Toersoenov met 7-5, 6-7, 6-2 en 6-4 verschalkt. In de vierde ronde verloor Federer van Ernests Gulbis met 7-6, 6-7, 2-6, 6-4 en 3-6. Een week later trad Federer aan bij het ATP-toernooi van Halle. Hier bereikte hij de finale, die hij met 7-6 en 7-6 won van Alejandro Falla. Hiermee schreef hij het toernooi voor de zevende keer op zijn naam.
Tijdens het meest prestigieuze tennistoernooi ter wereld, Wimbledon, begon Federer met een gemakkelijke overwinning op Paolo Lorenzi. De eindstand was 6-1, 6-1 en 6-3. In de tweede ronde won hij met 6-3, 7-5 en 6-3 van Gilles Müller. In de derde en vierde ronde werd eveneens gewonnen van Santiago Giraldo en Tommy Robredo. De eindstanden waren 6-3, 6-1, 6-3 en 6-1, 6-4, 6-4. Tijdens de kwartfinale won Federer met 3-6, 7-6, 6-4 en 6-4 van zijn landgenoot Stanislas Wawrinka. In de halve finale werd Milos Raonic met 6-4, 6-4 en 6-4 verschalkt. Aan de finale kwamen vijf sets te pas om de strijd om de titel te beslechten. Na een vier uur durende tennisfinale was de eindstand 7-6, 4-6, 6-7, 7-5 en 4-6 in het voordeel van Novak Djokovic.
Een maand later, bij het ATP-toernooi van Toronto, bereikte Federer de finale. In die finale verloor hij met 5-7 en 6-7 van Jo-Wilfried Tsonga. Een week later stond Federer alweer in de finale van het ATP-toernooi van Cincinnati. Deze finale won hij met 6-3, 1-6 en 6-2 van David Ferrer. De eindzege in Cincinnati was de 80e titel in zijn tenniscarrière.
Door deze zege en mede doordat grote rivaal Nadal afzegde voor de US Open, was Federer na lange tijd nog eens een van de grote favorieten. De Zwitser stormde door het toernooi, maar kreeg in de kwartfinale een sterke Monfils tegenover zich. De Fransman won de eerste twee sets, maar Federer zette het alsnog recht. In de halve finale was Federer echter een maatje te klein voor de verrassend sterke (en latere laureaat) Marin Čilić. De Kroaat waste het varkentje in amper een uur en 45 minuten: 6-3, 6-4 en 6-4.
Federer won op 23 november samen met Stanislas Wawrinka de Davis Cup, de enige grote prijs die hij tot op dat moment nog niet had bemachtigd. De Zwitsers wonnen in de finale met 3-1 van Frankrijk. Federer behaalde zelf het winnende derde punt door Richard Gasquet te verslaan. Eerder verloor hij van Gaël Monfils en won hij samen met Wawrinka het dubbelspel van het duo Gasquet/Benneteau. Federer werd hiermee na Rod Laver, Andre Agassi en Rafael Nadal de vierde speler ooit die zowel de Davis Cup als alle grandslamtoernooien minimaal één keer won.

### 2015
Federer won op 11 januari 2015 voor het eerst in zijn carrière het ATP-toernooi van Brisbane. Dit was de 83e toernooizege in zijn profloopbaan. Daarbij was zijn overwinning op Milos Raonic in de finale (6-4, 6-7 en 6-4) zijn duizendste overwinning op de ATP Tour. Federer werd na Jimmy Connors (1253) en Ivan Lendl (1071) de derde speler die dit aantal behaalde. Federer won op 3 mei 2015 zijn 85e titel, door het winnen van de eerste TEB BNP Paribas Istanbul Open. In de finale versloeg hij Pablo Cuevas met 6-3 en 7-6. Dit was tevens zijn eerste graveltitel sinds het Masterstoernooi van Madrid in 2012.
Federer bereikte in juli voor de tiende keer in zijn carrière de finale van Wimbledon. Hierin belette Novak Djokovic dat hij het toernooi voor de achtste keer won, net als een jaar eerder. Nadat beide spelers de eerste twee sets verdeelden, won Djokovic de laatste twee met 6-4 en 6-3.
In augustus 2015 won Federer voor de zevende keer het ATP-toernooi van Cincinnati en daarmee de 87e titel in zijn tenniscarrière. In de finale versloeg hij Novak Djokovic met 7-6 en 6-3.

### 2016
Federer verloor in de halve finale van de Australian Open van Novak Djokovic. Een dag later raakte hij geblesseerd aan zijn knie en vervolgens kreeg hij last van een rugblessure. Daardoor miste hij de toernooien van Madrid, Rotterdam, Dubai en Miami. Federer zegde in mei 2016 af voor Roland Garros, omdat hij zich nog niet fit genoeg voelde. Daarmee kwam een einde aan een recordreeks van deelnames aan 65 opeenvolgende grandslamtoernooien sinds de Australian Open 2000.
In de halve finale van Wimbledon verloor hij van Milos Raonic. Enkele weken later zegde hij af voor de Olympische Spelen wegens zijn rug- en knieblessure. Ook de rest van het jaar kwam hij niet meer in actie. Dit werd daarmee het eerste jaar, sinds hij in 2001 zijn eerste ATP-titel won, dat Federer geen toernooi wist te winnen.

### 2017
Met titels op de Australian Open, waar hij in de finale Rafael Nadal versloeg, Indian Wells en Miami had Federer een sterke seizoensopening. Hij liet het Europese gravelseizoen aan zich voorbijgaan, verloor vervolgens al in de tweede ronde van het ATP-toernooi van Stuttgart, maar won daarna voor de negende keer het ATP-toernooi van Halle. Daarna won hij voor de achtste keer het grastoernooi van Wimbledon, door in de finale Marin Čilić te verslaan. Daarmee liet hij Pete Sampras en William Renshaw achter zich, die beiden zeven titels behaalden. Opmerkelijk was zijn toernooiwinst zonder setverlies.
Federer speelde daarna voor het eerst sinds 2011 in Montréal. Ondanks een rugblessure bereikte hij de finale. Daarin verloor hij van Alexander Zverev. Federer nam vervolgens geen risico met zijn blessure en sloeg het ATP-toernooi van Cincinnati over. Daarmee liet hij de kans liggen om opnieuw nummer 1 van de wereld te worden.
Op de US Open kon Federer niet overtuigen en werd hij uitgeschakeld in de kwartfinale door Juan Martín del Potro. Vervolgens won Federer het Masterstoernooi van Shanghai en het ATP-toernooi van Bazel. Federer sloot het seizoen af door in de halve finale van de ATP World Tour Finals van David Goffin te verliezen. Hij speelde nog wel het nieuwe landentoernooi, de Laver Cup. Hierin won hij met Team Europa van Team Wereld.

### 2018
Federer opende 2018 door samen met Belinda Bencic de Hopman Cup te winnen. Vervolgens prolongeerde Federer zijn titel op de Australian Open. Met de kans om weer nummer 1 van de wereld te worden, pakte Federer een wildcard aan voor het ATP-toernooi van Rotterdam. Federer pakte er zijn 97e ATP-titel en bereikte voor de vierde keer in zijn carrière de nummer 1-positie op de wereldranglijst.
Federer vervolgde zijn seizoen met het ATP-toernooi van Indian Wells. Hier bereikte hij de finale, waarin hij in een thriller (4-6, 7-6, 6-7) zijn meerdere moest erkennen in Juan Martín del Potro. Hiermee kwam er een einde aan zijn zegereeks van 17 opeenvolgende overwinningen op ATP-niveau, zijn langste ongeslagen seizoensstart ooit.
In Miami werd Federer al in de tweede ronde uitgeschakeld. Hiermee raakte hij de nummer 1-positie op de wereldranglijst weer kwijt. Federer liet na afloop van het toernooi weten wederom het gehele gravelseizoen over te slaan. Daarmee meldde hij zich dus af voor Roland Garros, het tweede grandslamtoernooi van het jaar.
Op het ATP-toernooi van Stuttgart maakte Federer zijn rentree bij het begin van het grasseizoen. De Zwitser wist dit toernooi voor de eerste keer in zijn carrière te winnen door Milos Raonic te kloppen in twee sets. Hij pakte met deze titel ook weer de nummer 1-positie af van Rafael Nadal. Hij raakte deze vervolgens weer kwijt aan Rafael Nadal door in de finale van het ATP-toernooi van Halle te verliezen van Borna Ćorić.
Federer begon vervolgens sterk aan Wimbledon. De Zwitser stoomde zonder setverlies door tot de kwartfinale. Hierin werd hij verrassend geklopt met 11-13 in de vijfde en beslissende set door Kevin Anderson.

### Einde carrière (2022)
Op 15 september 2022 maakte de 41-jarige Federer bekend dat hij definitief ging stoppen met zijn carrière als tennisser. De Laver Cup in Londen van de daaropvolgende week zou zijn laatste profwedstrijd ooit worden. Inmiddels had Federer drie knieoperaties ondergaan. Federer had voor de Laver Cup begon al aangegeven dat hij graag met zijn rivaal en goede vriend Rafael Nadal wilde dubbelen, deze wens werd ingewilligd. Het duo verloor op 23 september 2022 deze wedstrijd van het duo Jack Sock-Frances Tiafoe (6-4, 6-7, 9-11) waarna Federer's professionele tenniscarrière officieel voorbij was. Na afloop kreeg hij een staande ovatie.

## Achtergrond

### Speelstijl

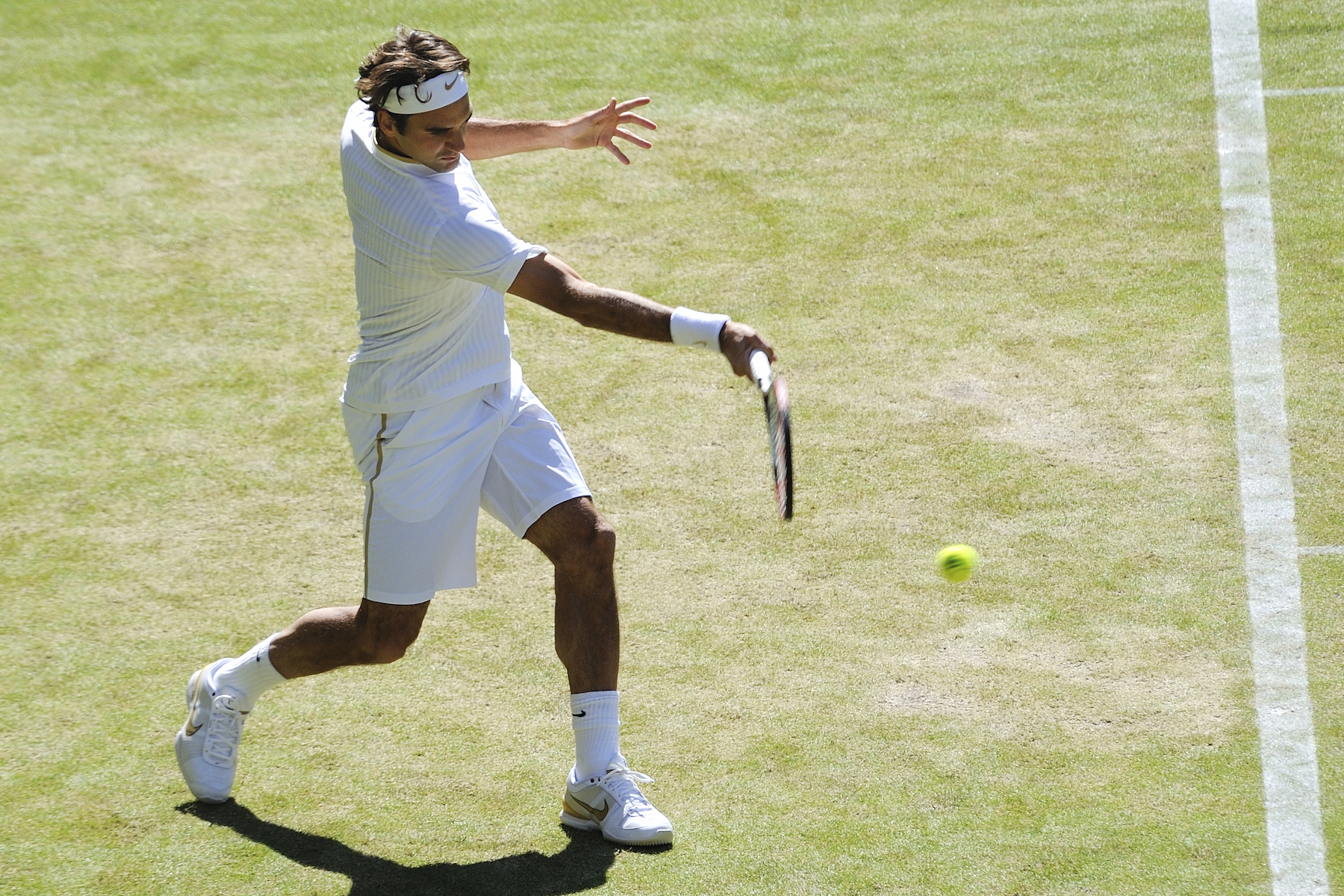
Federer slaat een forehand tijdens Wimbledon 2009

Roger Federer is een zeer veelzijdige speler die vele aspecten van het spel beheerst en toepast. Hij komt uit in wedstrijden op alle ondergronden. Hoewel hij tijdens de jaren onder zijn coach Tony Roche vooral oefende op het winnen van punten aan het net, maakt Federer de meeste van zijn punten vanaf de baseline.
De forehand van Federer wordt gekenmerkt door snelheid, nauwkeurigheid en betrouwbaarheid. Dit uit zich in de kracht van Federer om plotseling een rally te stoppen en zijn opponent tot fouten te dwingen. Van zijn uitgebreide slagenrepertoire wordt zijn enkelhandige backhand als iets minder beschouwd, hoewel hij hiermee ook regelmatig scoort. De Zwitser te dwingen om met zijn backhand te spelen zou de beste manier zijn om te kunnen winnen. Desondanks worden zijn verdedigende spel, het voetenwerk en zijn bewegingen op het veld genoemd als de belangrijkste factor in Federers succes. Fitness-coach Pierre Paganini wordt aangewezen als de belangrijkste persoon voor de ontwikkeling van de bewegingen van Federer op de tennisbaan, sinds 2000 traint de Italiaan hem. Door gerichte oefeningen is Federer in staat relatief snel korte stukken te belopen, waardoor hij de tegenstander met snelle terugslagen kan verrassen.
Federer heeft een uitstekende service, hoewel deze niet tot de hardste in de sport behoort. Federer gooit de bal steeds naar dezelfde plek op, ongeacht de richting van zijn service. Dit maakt zijn opslag moeilijk te lezen voor zijn tegenstanders.
Afgezien van Federers technische kwaliteiten, worden zijn mentale prestaties vaak geroemd. Hoewel hij aan het begin van zijn carrière een luidruchtige en onhandelbare verschijning was, toont hij tegenwoordig zelden zijn emoties en blijft hij bijna altijd koel. Federer staat bekend als een zeer goede front runner. Tot Wimbledon 2011, waar hij van Jo-Wilfried Tsonga verloor, had hij in grandslamwedstrijden waarin hij een 2-0-voorsprong in sets had genomen, een balans van 178-0. Met name na het verdwijnen van zijn absolute dominantie in het tennis en mede door zijn negatieve balans tegen Nadal, wordt zijn mentale kracht echter vaker in twijfel getrokken. Zo heeft hij in wedstrijden waarin het tot een vijfde set kwam met 27-20 een relatief mager record in vergelijking met andere kampioenen uit verleden en heden. Op de US Open van 2009, 2010 en 2011 bleek hij niet in staat bijna gewonnen partijen af te maken, en in 2010 liet hij in totaal in vier wedstrijden een of meer matchpunten liggen.
Hoewel hij zich weinig gespecialiseerd heeft, prefereert Federer grasbanen vanwege de snelheid en de eerder lage balvlucht. Wimbledon, het enige grandslamtoernooi op gras, werd acht keer door hem gewonnen.

### Trainers
Jeugd
- 1989–1994: De Zwitser Adolf Kacovsky betekende tijdens Federers jeugd veel voor zijn latere manier van spelen. Totdat Federer in Eclubens ging trainen werkte Kacovsky veel met hem samen op de Old Boys Basel-club.
- 1991–1995: De Australiër Peter Carter oefende veel met Federer tijdens zijn tijd op de Old Boys Basel-club.
- 1995–1997: Tijdens deze jaren verbleef Federer in het nationale tenniscentrum in Ecublens, waar hij zijn intrede maakte in het juniorencircuit. Hij had destijds meerdere trainers.

Professionele carrière
- 1997–2000: De Australiër Peter Carter werd tijdens het begin van Federers professionele carrière weer zijn coach. Zelfs nadat hij werd vervangen, zou hij een naaste adviseur blijven.
- 2000–2003: In 2000 scheidde Federer zich af van de bond, waarna de Zweed Peter Lundgren de privé-coach zou worden van de Zwitser. Aan het eind van 2003 zou een verrassende scheiding plaatsvinden.
- 2004: In 2004 had Federer geen coach.
- 2005–2007: De Australiër Tony Roche was rond grote toernooien van 2005 tot 2007 Federers parttime coach. In mei 2007 scheidden de wegen en de Zwitser maakte het seizoen zonder trainer af.
- 2008: In april huurde Federer de Spanjaard José Higueras in om hem voor te bereiden op het gravelseizoen. De samenwerking werd tot de US Open in het najaar voortgezet, hierna ging Federer weer alleen verder.
- 2009: In het voorjaar leek het erop dat de Australiër Darren Cahill de Zwitser zou gaan trainen, uiteindelijk ging dit om praktische redenen niet door.[46]
- 2010–2013: In de zomer strikte Federer Paul Annacone als trainer. Annacone was in het verleden coach van onder anderen Pete Sampras en Tim Henman. Paul Annacone was ruim drie jaar de coach van Federer. Ze zetten in oktober 2013 een punt achter hun samenwerking.
- 2013–2015: Op 27 december 2013 maakte Roger Federer bekend dat hij ging samenwerken met zijn jeugdidool Stefan Edberg. Na twee jaar beëindigden Federer en Edberg hun samenwerkingsverband.
- 2016–2022: Vanaf 2016 versterkte zijn voormalige tegenstander Ivan Ljubičić zijn team. Ljubičić was tot dan toe coach van Milos Raonic.[47]

### Rivaliteit met Novak Djokovic
De zes jaar jongere Djokovic ontpopte zich als een van de grootste uitdagers van Federer en domineerde vanaf 2011 regelmatig het tennis. Djokovic leidt met 27-23 in de onderlinge duels. Zij speelden 17 keer tegen elkaar op een grandslamtoernooi, een record gedeeld met Djokovic-Nadal, waarvan de Zwitser zes wedstrijden won. Met name de reeks van vijf wedstrijden op rij op de US Open tussen 2007 en 2011 valt op. Federer won de eerste drie (waarvan één finale), maar verloor de laatste twee, hoewel hij in beide wedstrijden twee matchpunten had. Ze speelden ook viermaal op Wimbledon, waarvan Federer de eerste wedstrijd won, en de laatste drie, telkens in de finale, verloor.

### Rivaliteit met Rafael Nadal

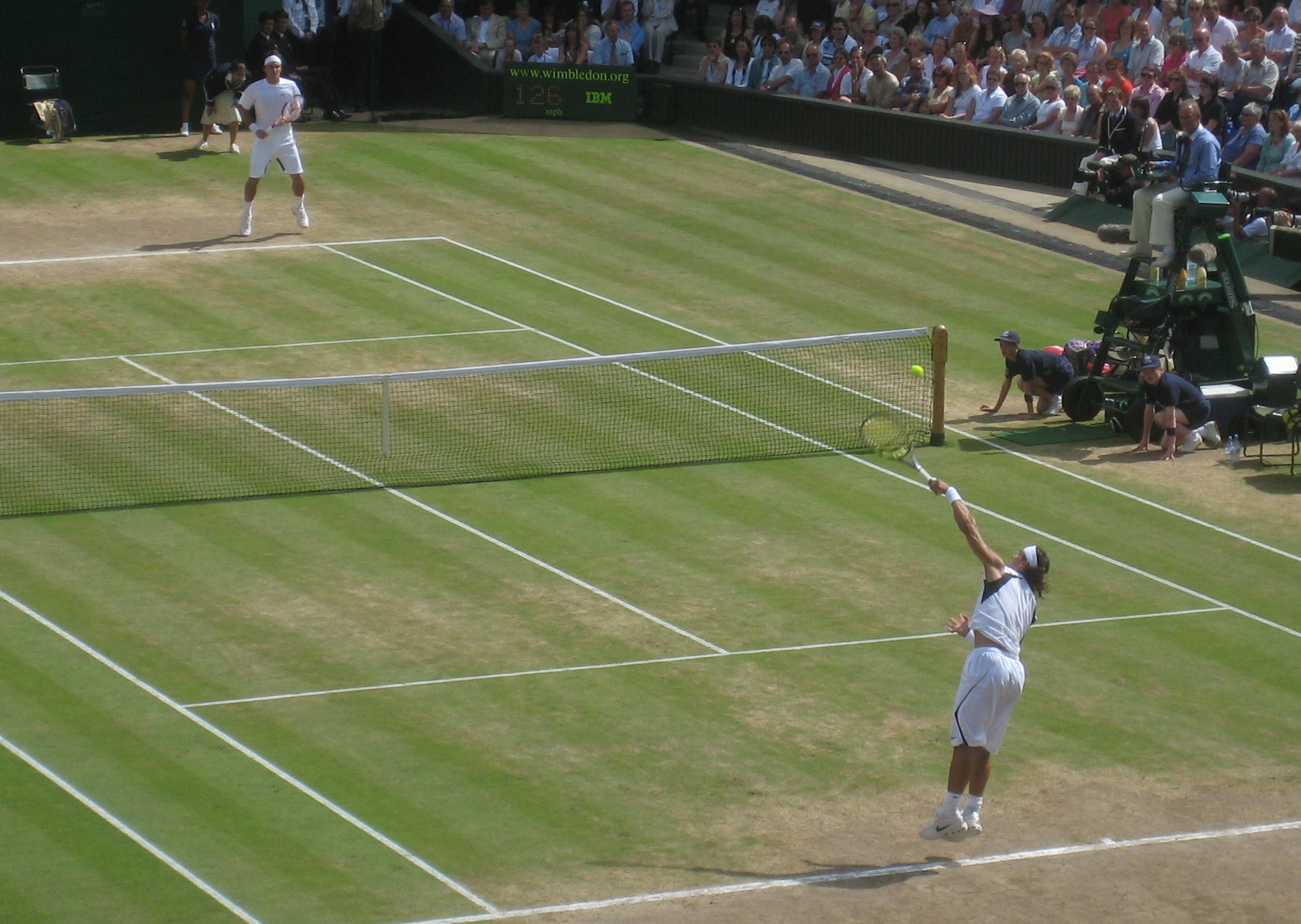
Finale van Wimbledon 2006 tussen Federer en Nadal

Van 2005 tot 2009 en in 2017 waren Federer en zijn vijf jaar jongere opponent Rafael Nadal de onbetwiste nummers 1 en 2 in het ATP-circuit. In 2009 zakte Nadal door blessures tijdelijk naar een lagere positie. Nadal versloeg Federer in de halve eindstrijd van Roland Garros 2005 en verloor sindsdien slechts twee partijen op gravel (waarvan één tegen Federer) tot en met de Roland Garros-finale van 2008. Tussen 2006 en 2008 won Nadal steeds de finale van Federer. Nadal heeft een ruime plusscore tegen Federer: 24-16. In 2008 stonden zij voor de derde keer op rij in de finale van Wimbledon tegenover elkaar. In tegenstelling tot de eerste twee finales, werd deze finale gewonnen door Nadal. Deze finale wordt gezien als misschien wel de beste finale in de geschiedenis.
Federer bezette sinds 2 februari 2004 de eerste plaats, Nadal was vanaf 25 juli 2005 de nummer 2. De winst op Wimbledon bracht Nadal binnen 600 punten van zijn opponent. Op 18 augustus 2008 werd Nadal, na goede resultaten in Cincinnati, de nummer 1 van de wereld. Federer heroverde zijn eerste plaats op de wereldranglijst door op 5 juli 2009 de Wimbledon-finale te winnen.
In 2010 won Nadal in de finale op het ATP-toernooi van Madrid. Op 7 juni heroverde Nadal de eerste plaats, nadat hij Roland Garros 2010 won en Federer als titelverdediger in de kwartfinale strandde. In de finale van de ATP World Tour Finals 2010 won Federer van Nadal.
In 2011 boekte Nadal overwinningen in Miami, Madrid en op Roland Garros; Federer won op het eindejaarstoernooi in Londen een partij. In 2012 versloeg Nadal Federer in de halve finale van de Australian Open en in de halve finale van Indian Wells wist Federer te winnen.
Na lange tijd stonden beide spelers weer tegenover elkaar in de finale van de Australian Open 2017. Federer won in vijf sets in een partij die werd geroemd door collega-tennissers over de hele wereld. Federer versloeg Nadal vervolgens ook op de Masterstoernooien van Indian Wells, Miami en Shanghai.

### Rivaliteit met Andy Murray
De eveneens zes jaar jongere Murray heeft 25 maal tegen Federer gespeeld en Federer leidt met 14-11. Federer hield Murray in de finales van de US Open 2008, de Australian Open 2010 en Wimbledon 2012 telkens van zijn eerste grandslamtitel af. Wel wist Murray op de Australian Open van 2013 voor het eerst van Federer te winnen op een grandslamtoernooi, in de halve finale.

### Rivaliteit met Andy Roddick
Federer en Roddick hadden een (vrij eenzijdige) rivaliteit die duurde totdat Roddick op de US Open van 2012 afscheid nam van het tennis. Het begon in 2003, toen de Zwitser in de halve finale van Wimbledon de Amerikaan versloeg. Niet veel later, op 2 februari 2004 zou Federer, ten koste van Roddick, de nieuwe nummer 1 worden. Destijds werd verwacht dat Roddick de grote concurrent zou worden van Federer, dit liep echter anders en Nadal nam zijn positie in. Ze hebben 24 keer tegen elkaar gespeeld, waarvan viermaal in een grandslamfinale. Drie keer won Roddick, maar nooit in een finale. De finale van Wimbledon 2009, die eindigde met 16-14 in de laatste set, wordt gezien als misschien wel een van de spannendste ontknopingen van een finale ooit.
I'd love to hate you, but you're such a nice guy— Andy Roddick in 2005.

### Zakelijk en uitrusting

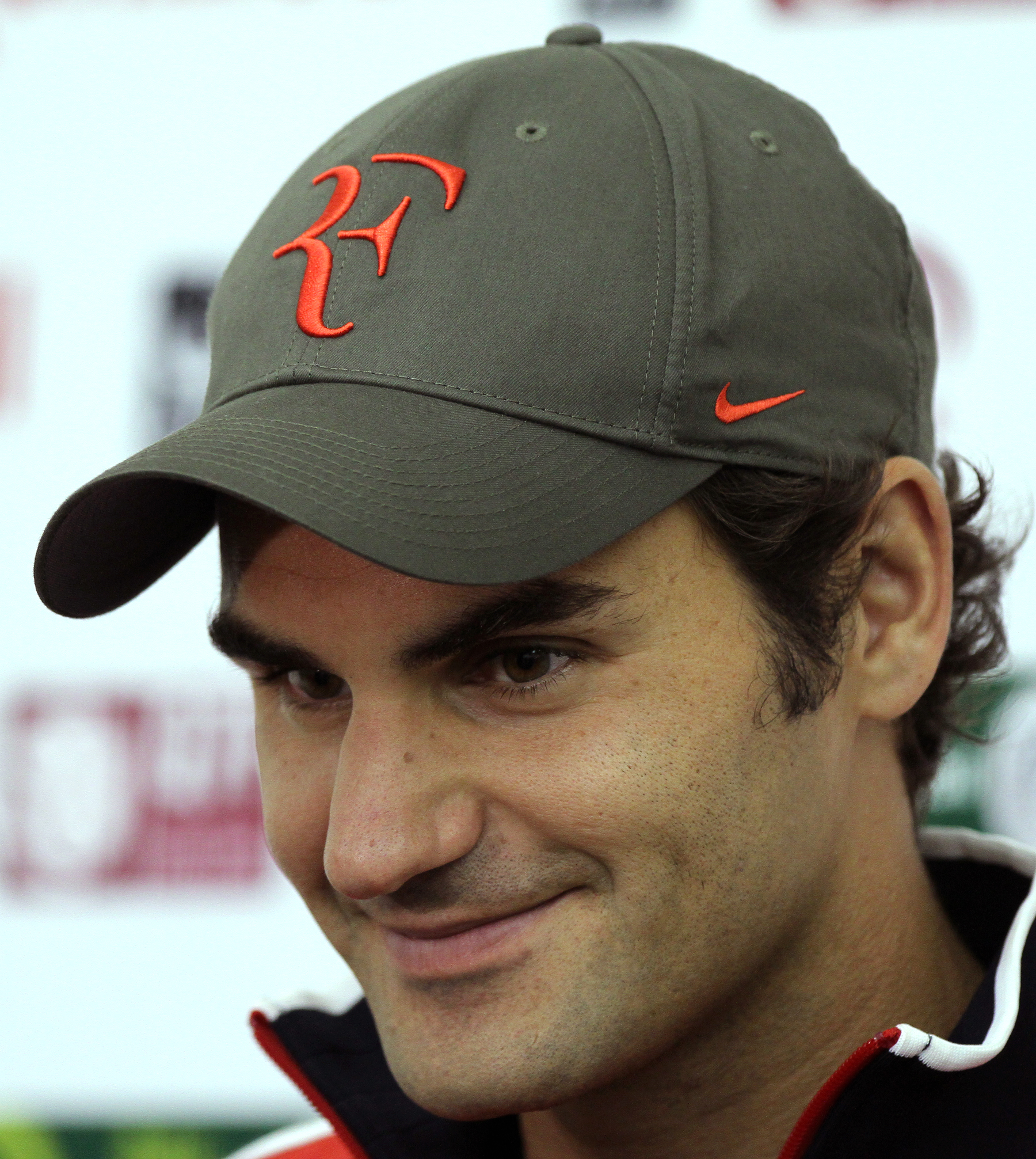
Federer met een RF-pet tijdens het ATP-toernooi van Doha 2012

Federers zakelijke belangen worden behartigd door het sportmanagementbureau IMG. Medewerker Tony Godsick is voltijds aan de slag als zijn manager. Federer leent zijn imago nooit aan een handelsmerk dat de uitdager is of een rebels imago uitstraalt. Met een geschat jaarinkomen van 29 miljoen dollar positioneert hij zich voor waarden als degelijkheid en klasse.
Sinds 1996 wordt Federer door Nike gesponsord, hij werd destijds benaderd tijdens een juniortoernooi. Hij heeft een sponsoroverenkomst voor het leven met het Amerikaanse merk. Andere sponsors zijn de Zwitserse horlogemaker Rolex, koffiemachinefabrikant Jura, automerk Mercedes-Benz en scheermesjesmaker Gillette.
Federer speelt met een gepersonaliseerd Wilson Six One Tour 90 BLX-tennisracket. Per jaar verbruikt de Zwitser 60 racketframes en ruim 600 tot 700 bespanningen. Op Federers Nike Air Zoom Vapor-schoenen staat sinds zijn eerste grandslamoverwinning in 2003 zijn naam – in 2006 is dat vervangen door het "RF-logo". Sinds 2000 draagt hij ook bandana's, wat hij zou hebben overgenomen van George Bastl, die er ook droeg.

## Titels
Federer won 103 titels in het enkelspel en 8 in het dubbelspel. Daarnaast won hij 3 Hopman Cup-titels, 1 Davis Cup-titel met de Zwitserse nationale ploeg en 3 Laver Cup-titels met Team Europa. Hij heeft ook 1 Challenger in het enkelspel en 1 in het dubbelspel op zijn naam geschreven. Op de ranglijst van hoogste aantal ATP-titels in het enkelspel staat hij op de tweede plaats, achter Jimmy Connors (109).

### Grandslamfinales
- Wit: Australian Open
- Donkerroze: Roland Garros
- Lichtgroen: Wimbledon
- Blauw-magenta: US Open

| Nr.              | Datum             | Toernooi            | Ondergrond | Tegenstander in finale | Score                        |         |
| ---------------- | ----------------- | ------------------- | ---------- | ---------------------- | ---------------------------- | ------- |
| gewonnen finales |                   |                     |            |                        |                              |         |
| 01.              | 23 juni 2003      | Wimbledon           | Gras       | Mark Philippoussis     | 7-65, 6-2, 7-63              | details |
| 02.              | 19 januari 2004   | Australian Open     | Hardcourt  | Marat Safin            | 7-63, 6-4, 6-2               | details |
| 03.              | 21 juni 2004      | Wimbledon (2)       | Gras       | Andy Roddick           | 4-6, 7-5, 7-63, 6-4          | details |
| 04.              | 12 september 2004 | US Open             | Hardcourt  | Lleyton Hewitt         | 6-0, 7-63, 6-0               | details |
| 05.              | 3 juli 2005       | Wimbledon (3)       | Gras       | Andy Roddick           | 6-2, 7-62, 6-4               | details |
| 06.              | 11 september 2005 | US Open (2)         | Hardcourt  | Andre Agassi           | 6-3, 2-6, 7-61, 6-1          | details |
| 07.              | 29 januari 2006   | Australian Open (2) | Hardcourt  | Marcos Baghdatis       | 5-7, 7-5, 6-0, 6-2           | details |
| 08.              | 9 juli 2006       | Wimbledon (4)       | Gras       | Rafael Nadal           | 6-0, 7-65, 62-7, 6-3         | details |
| 09.              | 10 september 2006 | US Open (3)         | Hardcourt  | Andy Roddick           | 6-2, 4-6, 7-5, 6-1           | details |
| 10.              | 28 januari 2007   | Australian Open (3) | Hardcourt  | Fernando González      | 7-62, 6-4, 6-4               | details |
| 11.              | 8 juli 2007       | Wimbledon (5)       | Gras       | Rafael Nadal           | 7-67, 4-6, 7-63, 2-6, 6-2    | details |
| 12.              | 9 september 2007  | US Open (4)         | Hardcourt  | Novak Djokovic         | 7-64, 7-62, 6-4              | details |
| 13.              | 9 september 2008  | US Open (5)         | Hardcourt  | Andy Murray            | 6-2, 7-5, 6-2                | details |
| 14.              | 7 juni 2009       | Roland Garros       | Gravel     | Robin Söderling        | 6-1, 7-61, 6-4               | details |
| 15.              | 5 juli 2009       | Wimbledon (6)       | Gras       | Andy Roddick           | 5-7, 7-66, 7-65, 3-6, 16-14  | details |
| 16.              | 31 januari 2010   | Australian Open (4) | Hardcourt  | Andy Murray            | 6-3, 6-4, 7-611              | details |
| 17.              | 8 juli 2012       | Wimbledon (7)       | Gras       | Andy Murray            | 4-6, 7-5, 6-3, 6-4           | details |
| 18.              | 29 januari 2017   | Australian Open (5) | Hardcourt  | Rafael Nadal           | 6-4, 3-6, 6-1, 3-6, 6-3      | details |
| 19.              | 16 juli 2017      | Wimbledon (8)       | Gras       | Marin Čilić            | 6-3, 6-1, 6-4                | details |
| 20.              | 28 januari 2018   | Australian Open (6) | Hardcourt  | Marin Čilić            | 6-2, 65-7, 6-3, 3-6, 6-1     | details |
| verloren finales |                   |                     |            |                        |                              |         |
| 01.              | 11 juni 2006      | Roland Garros       | Gravel     | Rafael Nadal           | 6-1, 1-6, 4-6, 64-7          | details |
| 02.              | 10 mei 2007       | Roland Garros (2)   | Gravel     | Rafael Nadal           | 3-6, 6-4, 3-6, 4-6           | details |
| 03.              | 8 juni 2008       | Roland Garros (3)   | Gravel     | Rafael Nadal           | 1-6, 3-6, 0-6                | details |
| 04.              | 6 juli 2008       | Wimbledon           | Gras       | Rafael Nadal           | 4-6, 4-6, 7-65, 7-68, 7-9    | details |
| 05.              | 1 februari 2009   | Australian Open     | Hardcourt  | Rafael Nadal           | 5-7, 6-3, 63-7, 6-3, 2-6     | details |
| 06.              | 14 september 2009 | US Open             | Hardcourt  | Juan Martín del Potro  | 6-3, 65-7, 6-4, 64-7, 2-6    | details |
| 07.              | 5 juni 2011       | Roland Garros (4)   | Gravel     | Rafael Nadal           | 5-7, 63-7, 7-5, 1-6          | details |
| 08.              | 5 juli 2014       | Wimbledon (2)       | Gras       | Novak Djokovic         | 7-67, 4-6, 64-7, 7-5, 4-6    | details |
| 09.              | 12 juli 2015      | Wimbledon (3)       | Gras       | Novak Djokovic         | 61-7, 7-610, 4-6, 3-6        | details |
| 10.              | 13 september 2015 | US Open (2)         | Hardcourt  | Novak Djokovic         | 4-6, 7-5, 4-6, 4-6           | details |
| 11.              | 14 juli 2019      | Wimbledon (4)       | Gras       | Novak Djokovic         | 65-7, 6-1, 64-7, 6-4, 123-13 | details |

## Resultaten op de grote toernooien
| Legenda | Legenda                          |
| ------- | -------------------------------- |
| g.t.    | geen toernooi gehouden           |
| l.c.    | lagere categorie                 |
| –       | niet deelgenomen                 |
| G       | uitgeschakeld in de groepsfase   |
| 1R      | uitgeschakeld in de eerste ronde |
| 2R      | uitgeschakeld in de tweede ronde |
| 3R      | uitgeschakeld in de derde ronde  |
| 4R      | uitgeschakeld in de vierde ronde |
| KF      | uitgeschakeld in de kwartfinale  |
| HF      | uitgeschakeld in de halve finale |
| F       | de finale verloren               |
| W       | het toernooi gewonnen            |
| w-v     | winst/verlies-balans             |

### Enkelspel
| Toernooi                  | 1998 | 1999 | 2000 | 2001 | 2002 | 2003 | 2004 | 2005 | 2006 | 2007 | 2008 | 2009 | 2010 | 2011 | 2012 | 2013 | 2014 | 2015 | 2016 | 2017 | 2018 | 2019 | 2020 | 2021 | 2022 |
| ------------------------- | ---- | ---- | ---- | ---- | ---- | ---- | ---- | ---- | ---- | ---- | ---- | ---- | ---- | ---- | ---- | ---- | ---- | ---- | ---- | ---- | ---- | ---- | ---- | ---- | ---- |
| Grandslamtoernooien       |      |      |      |      |      |      |      |      |      |      |      |      |      |      |      |      |      |      |      |      |      |      |      |      |      |
| Australian Open           | –    | –    | 3R   | 3R   | 4R   | 4R   | W    | HF   | W    | W    | HF   | F    | W    | HF   | HF   | HF   | HF   | 3R   | HF   | W    | W    | 4R   | HF   | –    | –    |
| Roland Garros             | –    | 1R   | 4R   | KF   | 1R   | 1R   | 3R   | HF   | F    | F    | F    | W    | KF   | F    | HF   | KF   | 4R   | KF   | –    | –    | –    | HF   | –    | 4R   | –    |
| Wimbledon                 | –    | 1R   | 1R   | KF   | 1R   | W    | W    | W    | W    | W    | F    | W    | KF   | KF   | W    | 2R   | F    | F    | HF   | W    | KF   | F    | g.t. | KF   | –    |
| US Open                   | –    | –    | 3R   | 4R   | 4R   | 4R   | W    | W    | W    | W    | W    | F    | HF   | HF   | KF   | 4R   | HF   | F    | –    | KF   | 4R   | KF   | –    | –    | –    |
| ATP Finals                |      |      |      |      |      |      |      |      |      |      |      |      |      |      |      |      |      |      |      |      |      |      |      |      |      |
| ATP Finals                | –    | –    | –    | –    | HF   | W    | W    | F    | W    | W    | G    | HF   | W    | W    | F    | HF   | F    | F    | –    | HF   | HF   | HF   | –    | –    |      |
| ATP Masters 1000          |      |      |      |      |      |      |      |      |      |      |      |      |      |      |      |      |      |      |      |      |      |      |      |      |      |
| Indian Wells              | –    | –    | –    | 1R   | 3R   | 2R   | W    | W    | W    | 2R   | HF   | HF   | 3R   | HF   | W    | KF   | F    | F    | –    | W    | F    | F    | g.t. | –    | –    |
| Miami                     | –    | 1R   | 2R   | KF   | F    | KF   | 3R   | W    | W    | 4R   | KF   | HF   | 4R   | HF   | 3R   | –    | KF   | –    | –    | W    | 2R   | W    | g.t. | –    | –    |
| Monte Carlo               | –    | 1R   | 1R   | KF   | 2R   | –    | –    | KF   | F    | F    | F    | 3R   | –    | KF   | –    | –    | F    | 3R   | KF   | –    | –    | –    | g.t. | –    | –    |
| Hamburg/Madrid            | –    | –    | 1R   | 1R   | W    | 3R   | W    | W    | –    | W    | F    | W    | F    | HF   | W    | 3R   | –    | 2R   | –    | –    | –    | KF   | g.t. | –    | –    |
| Rome                      | –    | –    | 1R   | 3R   | 1R   | F    | 2R   | –    | F    | 3R   | KF   | HF   | 2R   | 3R   | HF   | F    | 2R   | F    | 3R   | –    | –    | KF   | –    | –    | –    |
| Montréal/Toronto          | –    | –    | 1R   | –    | 1R   | HF   | W    | –    | W    | F    | 2R   | KF   | F    | 3R   | –    | –    | F    | –    | –    | F    | –    | –    | g.t. | –    | –    |
| Cincinnati                | –    | –    | 1R   | –    | 1R   | 2R   | 1R   | W    | 2R   | W    | 3R   | W    | W    | KF   | W    | KF   | W    | W    | –    | –    | F    | 3R   | –    | –    | –    |
| Stuttgart/Madrid/Shanghai | –    | –    | 2R   | 2R   | KF   | HF   | –    | –    | W    | F    | HF   | –    | F    | –    | HF   | 3R   | W    | 2R   | –    | W    | HF   | KF   | g.t. | g.t. | g.t. |
| Parijs                    | –    | –    | 1R   | 2R   | KF   | KF   | –    | –    | –    | 3R   | KF   | 2R   | HF   | W    | –    | HF   | KF   | 3R   | –    | –    | HF   | –    | –    | –    | –    |
| Olympische Spelen         |      |      |      |      |      |      |      |      |      |      |      |      |      |      |      |      |      |      |      |      |      |      |      |      |      |
| Olympische Spelen         | g.t. | g.t. | HF   | g.t. | g.t. | g.t. | 2R   | g.t. | g.t. | g.t. | KF   | g.t. | g.t. | g.t. | F    | g.t. | g.t. | g.t. | –    | g.t. | g.t. | g.t. | g.t. | –    | g.t. |
| Statistieken              |      |      |      |      |      |      |      |      |      |      |      |      |      |      |      |      |      |      |      |      |      |      |      |      |      |
| Aantal titels             | 0    | 0    | 0    | 1    | 3    | 7    | 11   | 11   | 12   | 8    | 4    | 4    | 5    | 4    | 6    | 1    | 5    | 6    | 0    | 7    | 4    | 4    | 0    | 0    | 0    |
| Eindejaarsranking         | 301  | 64   | 29   | 13   | 6    | 2    | 1    | 1    | 1    | 1    | 2    | 1    | 2    | 3    | 2    | 6    | 2    | 3    | 16   | 2    | 3    | 3    | 5    | 16   | –    |

### Dubbelspel
| Toernooi            | 1998 | 1999 | 2000 | 2001 | 2002 | 2003 | 2004 | 2005 | 2006 | 2007 | 2008 | 2009 | 2010 | 2011 | 2012 | 2013 | 2014 | 2015 | 2016 | 2017 | 2018 | 2019 | 2020 | 2021 | 2022 |
| ------------------- | ---- | ---- | ---- | ---- | ---- | ---- | ---- | ---- | ---- | ---- | ---- | ---- | ---- | ---- | ---- | ---- | ---- | ---- | ---- | ---- | ---- | ---- | ---- | ---- | ---- |
| Grandslamtoernooien |      |      |      |      |      |      |      |      |      |      |      |      |      |      |      |      |      |      |      |      |      |      |      |      |      |
| Australian Open     | –    | –    | 1R   | 1R   | –    | 3R   | 1R   | –    | –    | –    | –    | –    | –    | –    | –    | –    | –    | –    | –    | –    | –    | –    | –    | –    | –    |
| Roland Garros       | –    | –    | 1R   | –    | –    | –    | –    | –    | –    | –    | –    | –    | –    | –    | –    | –    | –    | –    | –    | –    | –    | –    | –    | –    | –    |
| Wimbledon           | –    | 3R   | KF   | 3R   | –    | –    | –    | –    | –    | –    | –    | –    | –    | –    | –    | –    | –    | –    | –    | –    | –    | –    | g.t. | –    | –    |
| US Open             | –    | –    | 2R   | –    | 3R   | –    | –    | –    | –    | –    | –    | –    | –    | –    | –    | –    | –    | –    | –    | –    | –    | –    | –    | –    | –    |
| ATP Masters 1000    |      |      |      |      |      |      |      |      |      |      |      |      |      |      |      |      |      |      |      |      |      |      |      |      |      |
| Indian Wells        | –    | –    | HF   | 2R   | F    | KF   | 2R   | –    | 1R   | 2R   | –    | 1R   | –    | F    | –    | –    | HF   | –    | –    | –    | –    | –    | g.t. | –    | –    |
| Miami               | –    | –    | 2R   | 3R   | HF   | W    | –    | –    | –    | –    | –    | –    | –    | –    | –    | –    | –    | –    | –    | –    | –    | –    | g.t. | –    | –    |
| Monte Carlo         | –    | –    | HF   | 2R   | 1R   | –    | –    | –    | KF   | –    | –    | –    | –    | –    | –    | –    | –    | –    | –    | –    | –    | –    | g.t. | –    | –    |
| Hamburg             | –    | –    | KF   | 1R   | –    | –    | –    | 2R   | –    | 1R   | –    | l.c. | l.c. | l.c. | l.c. | l.c. | l.c. | l.c. | l.c. | l.c. | l.c. | l.c. | l.c. | l.c. | l.c. |
| Madrid              | l.c. | l.c. | l.c. | l.c. | l.c. | l.c. | l.c. | l.c. | l.c. | l.c. | l.c. | –    | –    | –    | –    | –    | –    | –    | –    | –    | –    | –    | –    | –    | –    |
| Rome                | –    | –    | –    | 1R   | 2R   | KF   | 2R   | –    | –    | 1R   | –    | –    | KF   | –    | –    | –    | –    | –    | –    | –    | –    | –    | –    | –    | –    |
| Montréal/Toronto    | –    | –    | 1R   | –    | KF   | –    | –    | –    | –    | 2R   | 2R   | –    | –    | –    | –    | –    | –    | –    | –    | –    | –    | –    | g.t. | –    | –    |
| Cincinnati          | –    | –    | KF   | –    | 2R   | –    | –    | 1R   | –    | –    | –    | –    | –    | –    | –    | –    | –    | –    | –    | –    | –    | –    | –    | –    | –    |
| Shanghai            | l.c. | l.c. | l.c. | l.c. | l.c. | l.c. | l.c. | l.c. | l.c. | l.c. | l.c. | –    | –    | –    | –    | 2R   | –    | –    | –    | –    | –    | –    | g.t. | g.t. | g.t. |
| Parijs              | –    | –    | 2R   | –    | –    | –    | –    | –    | –    | –    | –    | –    | –    | –    | –    | –    | –    | –    | –    | –    | –    | –    | –    | –    | –    |
| Olympische Spelen   |      |      |      |      |      |      |      |      |      |      |      |      |      |      |      |      |      |      |      |      |      |      |      |      |      |
| Olympische Spelen   | g.t. | g.t. | –    | g.t. | g.t. | g.t. | 2R   | g.t. | g.t. | g.t. | W    | g.t. | g.t. | g.t. | 2R   | g.t. | g.t. | g.t. | –    | g.t. | g.t. | g.t. | g.t. | –    | g.t. |
| Statistieken        |      |      |      |      |      |      |      |      |      |      |      |      |      |      |      |      |      |      |      |      |      |      |      |      |      |
| Aantal titels       | 0    | 0    | 0    | 2    | 2    | 2    | 0    | 1    | 0    | 0    | 1    | 0    | 0    | 0    | 0    | 0    | 0    | 0    | 0    | 0    | 0    | 0    | 0    | 0    | 0    |
| Eindejaarsranking   | –    | 166  | 32   | 66   | 25   | 34   | 168  | 173  | 376  | 249  | 574  | –    | 330  | 134  | 1265 | 570  | 100  | –    | –    | –    | –    | –    | –    | –    | –    |

## Onderscheidingen en records

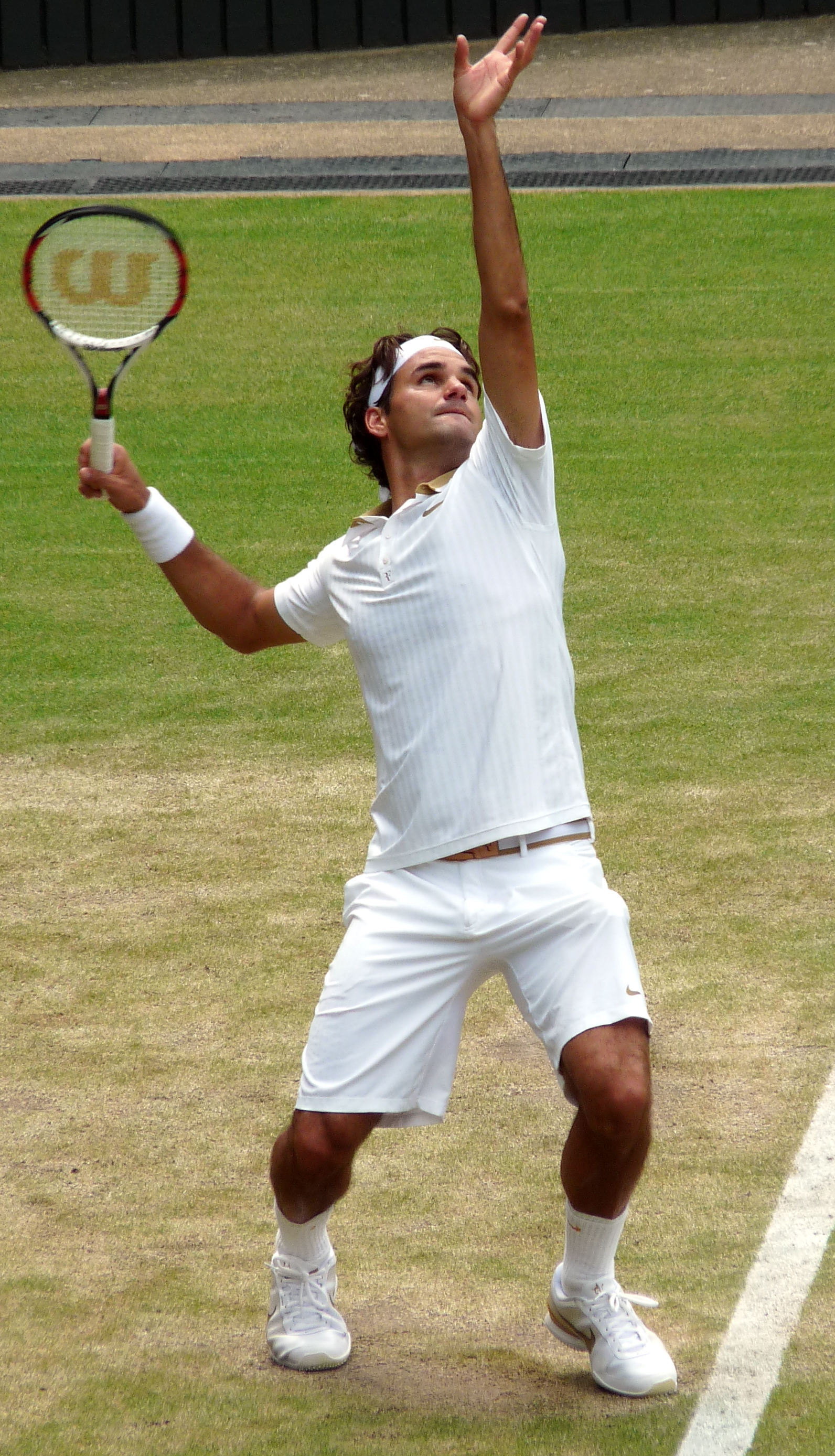
Roger Federer in actie tijdens Wimbledon 2009

### Aantal weken op de nummer 1-positie
Federer stond 237 weken onafgebroken (2 februari 2004 tot 18 augustus 2008) op de eerste plaats van de wereldranglijst, wat een record is. Het vorige record stond op naam van Jimmy Connors, die 160 weken onafgebroken op de eerste plaats stond. Bovendien brak hij op 27 augustus 2007 met zijn 187 weken onafgebroken op de eerste plaats het absolute record (man of vrouw) van Steffi Graf, die 186 weken van 1988 tot 1991 achter elkaar op nummer 1 stond.
Op 6 juli 2009 werd Federer voor de tweede keer nummer 1. Hij kon die positie opnieuw voor 48 weken vasthouden, zodat zijn teller op 285 kwam. Na zijn overwinning op Wimbledon 2012 bereikte hij voor de derde maal de eerste plaats, verbrak het record van 286 weken van Sampras en bracht zijn totaal op 302 weken.
Op 19 februari 2018 betrad Federer opnieuw de troon. Hij werd voor de vierde keer nummer 1 door bij het ATP-toernooi van Rotterdam de halve finale te halen na zijn overwinning in de kwartfinale tegen Robin Haase. Hij zou het toernooi uiteindelijk ook winnen door in de finale Grigor Dimitrov te verslaan. Hij bleef 6 weken op nummer 1 staan en bracht zo zijn teller op 308 weken. Met zijn 36 jaar, 7 maanden en 24 dagen werd hij ook de oudste nummer 1 aller tijden.
Op 14 mei 2018 en 18 juni 2018 stond hij nogmaals een week op de hoogste plek van de wereldranglijst. Hiermee verhoogde hij zijn eigen record als oudste nummer 1 aller tijden en bracht dit op 36 jaar, 10 maanden en 10 dagen.
Op 8 maart 2021 verbrak Novak Djokovic het record van Federer door voor de 311e week op nummer 1 te staan. In 2024 brak Djokovic ook Federer's record van oudste nummer 1, met 37 jaar.

### Grandslamrecord
Federer speelde van eind juni tot begin juli 2009 op Wimbledon, dat hij uiteindelijk op 5 juli voor de zesde keer won door in de finale, die 4 uur en 16 minuten duurde, Andy Roddick te verslaan. Die overwinning vormde samen met zijn 14 voorgaande grandslamoverwinningen een grandslamrecord. De overwinning op Wimbledon was Federers 15e titel en hiermee werd hij alleen recordhouder. Tot dan toe deelde hij het record van 14 grandslamzeges met Pete Sampras. Diezelfde Sampras zat ditmaal op de tribune om Federers finale tegen Roddick te bekijken.
Op 31 januari 2010 kwam Federer, dankzij zijn zege op de Australian Open, op een totaal van 16 grandslamtitels en met zijn winst op Wimbledon 2012 bracht hij het totaal op 17. Na een blessureperiode van een half jaar won Federer op 35-jarige leeftijd de Australian Open en Wimbledon van 2017, zijn 18e en 19e grandslamtitel. In 2018 behaalde hij op de Australian Open zijn 20e grandslamtitel.
Rafael Nadal evenaarde het record op Roland Garros 2020 en Novak Djokovic deed dit op Wimbledon 2021. Nadal en Djokovic verbraken Federer’s record in 2022.